# Expedición Donner

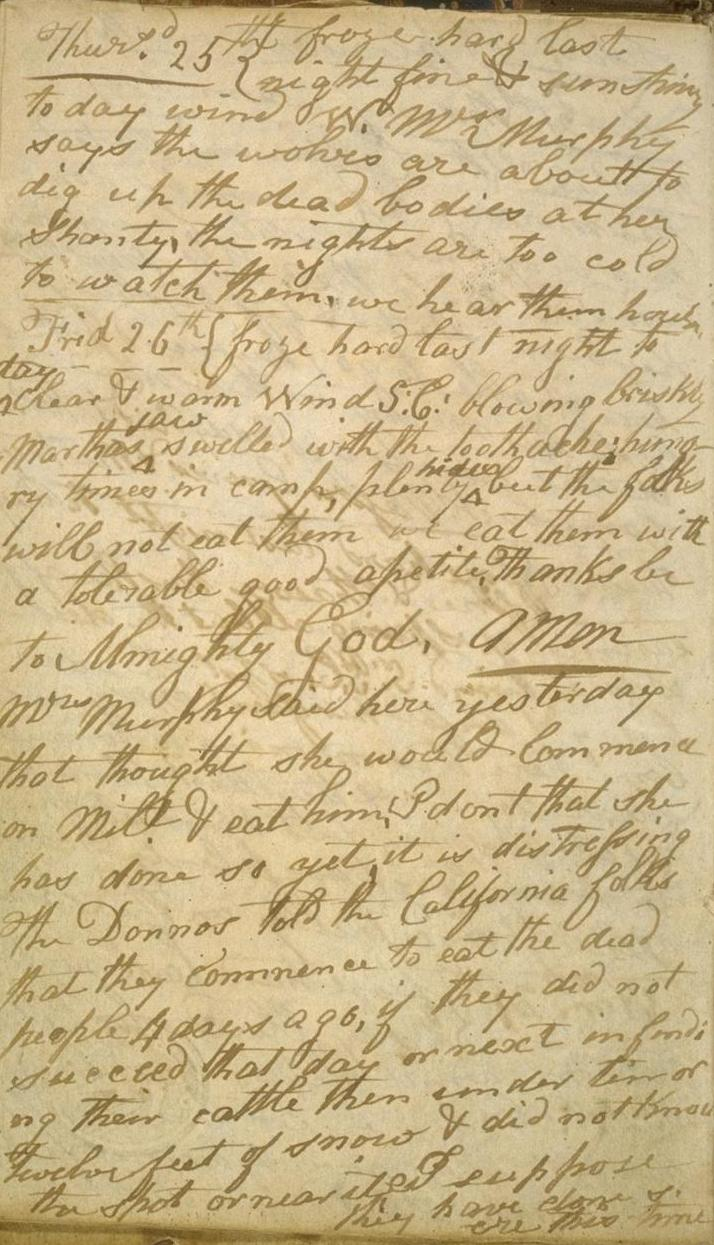
Página 28 del diario de Patrick Breen, registrando sus observaciones a finales de febrero de 1847, incluyendo: "Heló fuerte anoche. Hermoso y soleado día. Viento del Oeste. La señora Murphy dice que los lobos están a punto de desenterrar los cuerpos de los muertos en su cabaña; las noches son demasiado frías para verlos; nosotros los escuchamos aullar". Otra entrada dice: "La señora Murphy dijo ayer aquí que pensó que comenzaría con Milt y se lo comería, no creo que lo haya hecho aún, es angustiante".

La Expedición Donner (a veces llamada Expedición Donner-Reed) fue un grupo de pioneros de Norteamérica, liderados por George Donner y James F. Reed, quienes se dirigieron a la región de California en una caravana de carretas, la cual se retrasó por una serie de contratiempos y errores, lo que provocó que pasaran el invierno de 1846-1847 en la Sierra Nevada. Varios de los colonos recurrieron al canibalismo para sobrevivir.
El viaje al Oeste por lo general tomaba entre cuatro y seis meses, pero la Expedición Donner se ralentizó siguiendo una nueva ruta, llamada el Atajo de Hastings (en inglés Hastings Cutoff), la cual cruzaba el actual estado de Utah, atravesando las montañas Wasatch y el Gran desierto del Lago Salado. Lo abrupto del terreno y las dificultades encontradas durante el viaje a lo largo del río Humboldt (en la actual Nevada) causaron la pérdida de mucho ganado y carros, además de divisiones internas en el grupo.
A principios de noviembre de 1846, los emigrantes habían llegado a la Sierra Nevada, donde quedaron atrapados por una temprana y pesada nevada cerca del lago Truckee (ahora llamado lago Donner). Sus provisiones de alimentos eran extremadamente bajas, y a mediados de diciembre algunos del grupo salieron a pie para obtener ayuda. Los equipos de rescate desde California intentaron llegar hasta los emigrantes, pero la primera partida de rescate no logró alcanzarlos hasta mediados de febrero de 1847, casi cuatro meses después de que la caravana se hubiese quedado atrapada. De los 87 miembros de la expedición, solamente 48 sobrevivieron y llegaron a California, muchos de ellos tras haberse comido a los muertos para lograr su supervivencia.
Los historiadores han descrito el episodio como una de las tragedias más extrañas y espectaculares en la historia de California y de todo el Oeste de Estados Unidos.

## Antecedentes

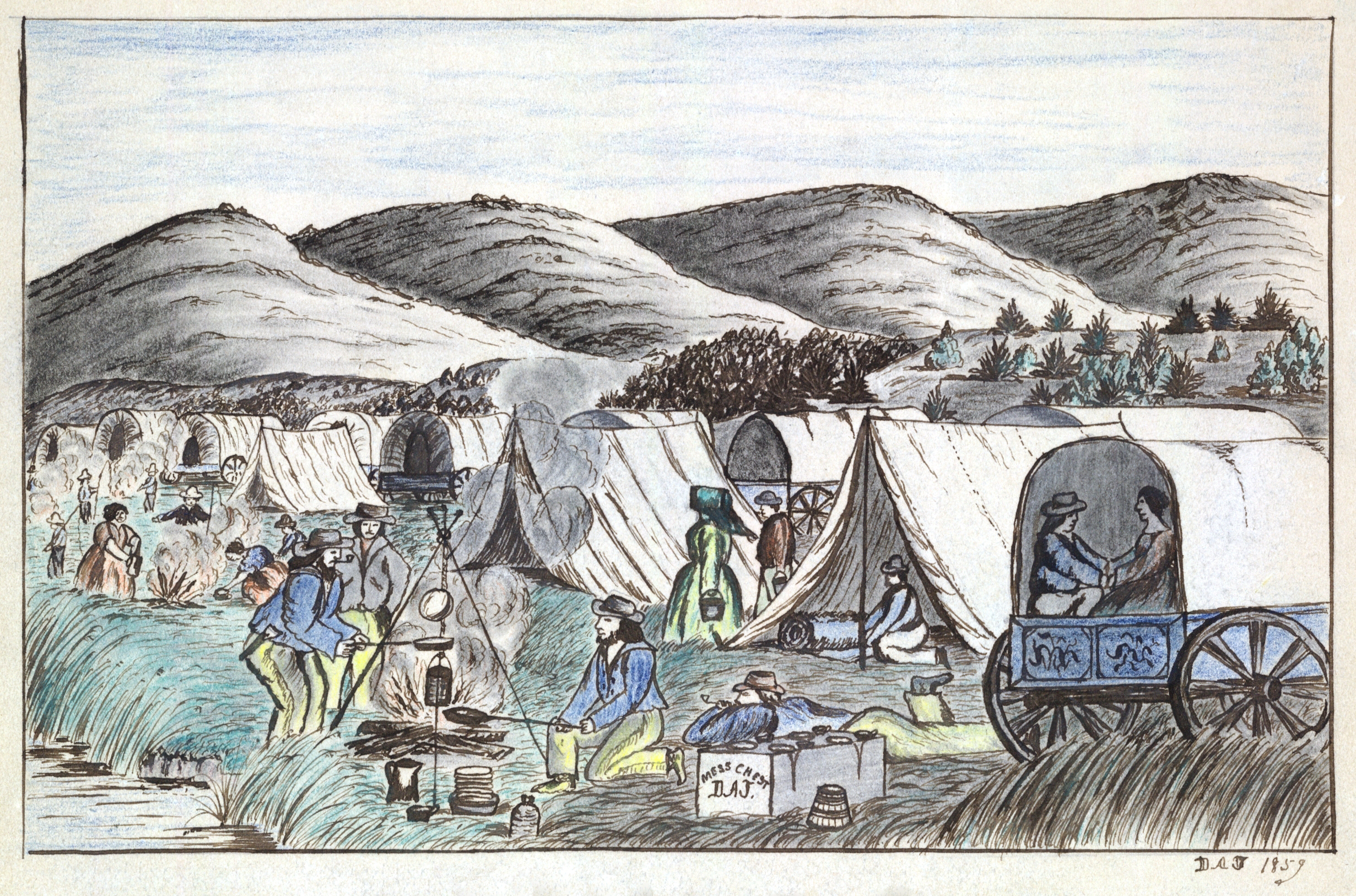
Un campamento de emigrantes con tiendas de campaña y carretas cubiertas en el río Humboldt en el área de Nevada, 1859.

Durante la década de 1840, los Estados Unidos experimentaron un gran aumento de pioneros: personas que abandonaban sus hogares en el Este para establecerse en los entonces vírgenes territorios de Oregón y California. Algunos, como Patrick Breen, veían California como un lugar donde serían libres para vivir en una cultura totalmente católica, pero otros muchos estaban inspirados por la idea del Destino Manifiesto, una filosofía que afirmaba que las tierras entre el Atlántico y el Pacífico pertenecían a los estadounidenses y debían asentarse en ellas. La mayoría de las caravanas de carromatos seguían la senda de Oregón, una ruta que partía desde Independence, Misuri, hasta la divisoria continental, viajando unos 24 km al día en un viaje que normalmente llevaba entre cuatro y seis meses. El sendero seguía generalmente varios ríos hasta alcanzar South Pass, un paso de montaña en Wyoming relativamente fácil de cruzar por los carros. A partir de ahí, las caravanas tenían varias opciones para alcanzar su destino.
Lansford W. Hastings, un emigrante temprano, había ido a California en 1842 y vio la promesa de un país sin desarrollar. Para animar a los colonos publicó The Emigrants' Guide to Oregon and California (Guía de los emigrantes a Oregón y California). En él describía una ruta directa a través de la Gran Cuenca, que llevaría a los emigrantes a través de las montañas Wasatch y el Gran desierto del Lago Salado. Hastings no había recorrido ninguno de los tramos de su propuesta de acceso directo, sino hasta principios de 1846, en un viaje desde California hasta el Fuerte Bridger (Fort Bridger). Este fuerte, era un puesto de escasos suministros, dirigido por Jim Bridger y su socio Pierre Louis Vásquez, y estaba ubicado en la orilla oeste del ramal Blacks del Río Green («Blacks Fork of the Green River»), Wyoming. Hastings se quedó en el fuerte para persuadir a los viajeros a que se volviesen al sur por su nueva ruta. En 1846, Hastings era el segundo (documentado) de los dos únicos hombres que habían cruzado la parte sur del Gran desierto del Lago Salado y ninguno lo había hecho con carros, solo a caballo.
La parte más difícil del viaje a California eran los últimos 160 km a través de la Sierra Nevada. Esta cordillera tiene 500 picos de más de 3700 m (12 000 pies) de altitud, y debido a su altura y proximidad al océano Pacífico, recibe más nieve que la mayoría de las otras cordilleras de América del Norte; el lado oriental de la cordillera es también muy empinado. La planificación del tiempo de partida era crucial: debían esperar para asegurarse que después de salir de Misuri, pudieran cruzar las vastas zonas vírgenes de Oregón o California después del deshielo, sin que las carretas quedaran empantanadas por el lodo de las lluvias de primavera, y que ya tendrían suficiente hierba para alimentar a sus caballos y bueyes, pero no tan tarde como para quedar retenidas por las ventiscas masivas de septiembre en adelante que había en las montañas.

## Familias
En la primavera del año 1846, casi 500 carretas se dirigieron al Oeste desde Independence. En la parte trasera de la caravana, un grupo de nueve carretas que contenían a 32 miembros de las familias Reed y Donner y sus empleados la abandonaron el 12 de mayo. George Donner, nacido en Carolina del Norte, se había trasladado gradualmente al Oeste, primero a Kentucky, Indiana, después a Illinois, deteniéndose para una estancia de un año en Texas. Para principios de 1846 George Donner tenía unos 60 años de edad. Su segunda esposa, Tamsen Donner, contaba 44 años de edad, y sus tres hijas, Frances, de 6, Georgia, con 4, y Eliza, de 3 años, además de las hijas de George de un matrimonio anterior, Elitha, de 14, y Leanna, de 12, que también se fueron con él. El hermano menor de George, de 56 años de edad, era Jacob Donner, quien también se unió al grupo con su esposa Elizabeth, de 45 años, dos hijastros preadolescentes: Hook Salomón, de 14 años, y William Hook, de 12, y sus cinco hijos: George, de 9; Mary, 7; Isaac, 6, Lewis, 4; y Samuel, de solo 1 año. También viajan con los hermanos Donner los carreteros Hiram O. Miller, de 29 años; Samuel Shoemaker, de 25; Noah James, 16; Charles Burger, 30; John Denton, 28; y August Spitzer, de 30 años.

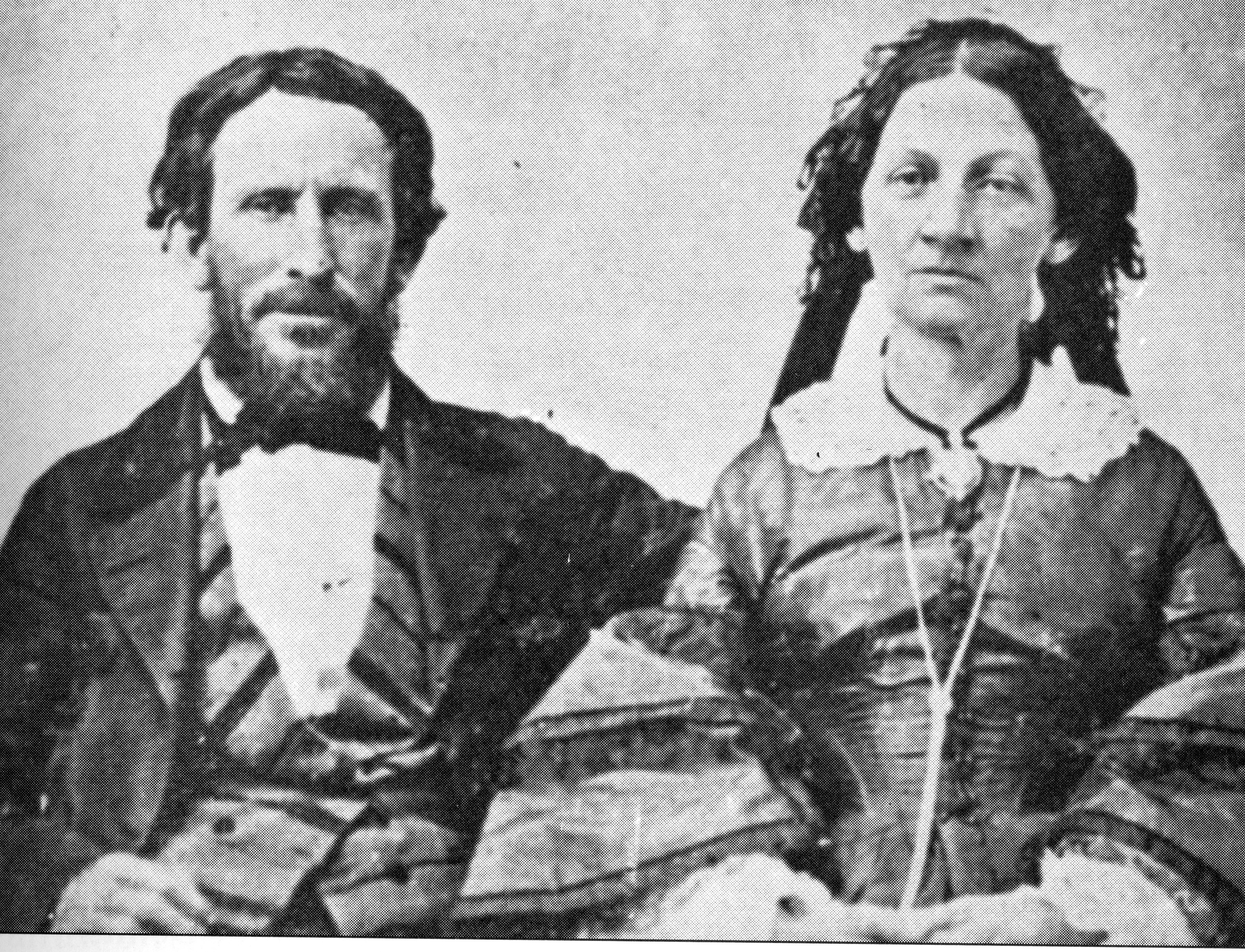
Foto de James y Margret Reed.

James F. Reed, un estadounidense de 45 años de edad, quien era originario de la actual Irlanda del Norte, se había instalado en Illinois en 1831. Iba acompañado por su esposa Margret, de 32 años; su hijastra Virginia, de 13 años de edad; su hija Martha Jane "Patty", de 8 años; los hijos James y Thomas, de 5 y 3 años de edad; y Sarah Keyes, de 70 años de edad, la madre de Margret Reed, que se encontraba en las etapas avanzadas de una tuberculosis. y murió el 28 de mayo; fue enterrada al lado de la ruta. Además de dejar las preocupaciones financieras atrás, Reed esperaba que el clima de California ayudaría a Margret, quien había sufrido durante mucho tiempo de mala salud. Los Reed contrataron a tres hombres para conducir los equipos de bueyes: Milford (Milt) Elliot, de 28 años de edad; James Smith, de 25 años; y Walter Herron, también de 25. Baylis Williams, de 24 años, se ocupaba del mantenimiento y su hermana Eliza, de 25 años, trabajaba como la cocinera de la familia.
Una semana después de salir de Independence, los Reed y los Donner se unieron a un grupo de 50 carretas liderado nominalmente por William H. Russell. El 16 de junio, la compañía había viajado 720 km, con 320 km restantes por delante para llegar al Fuerte Laramie (Fort Laramie), en Wyoming. Habían sido retrasados por la lluvia y una crecida del río, pero Tamsen Donner le escribió a un amigo en Springfield: «de hecho, si no experimento algo peor de lo que he pasado, diría que todo el problema está en ponerse en marcha». la joven Virginia Reed recordó años más tarde que durante la primera parte del viaje ella estaba «muy feliz».
Otras familias más se unieron a la caravana en el camino. Levinah Murphy, de 37 años, una viuda de Tennessee, encabezaba una familia de trece miembros: sus cinco hijos más jóvenes John Landrum, con 16 años; Meriam "María", de 14; Lemuel, de 12; William, de 10; y Simon, con 8 años, así como sus dos hijas mayores, ya casadas y sus familias: Sarah Murphy Foster, de 19 años; su esposo William M., de 30; y su hijo Jeremiah George, de 1 año; Harriet Murphy Pike, tenía 18 años y su esposo William M., 32 años; además de sus hijas Naomi, de 3 años, y Catherine, de 1 año. William Eddy, de 28 años, era un fabricante de carros de Illinois, trajo a su esposa Leonor, de 25 años, y a sus dos hijos: James, de 3, y Margaret, de 1. La familia Breen estaba conformada por Patrick Breen, de 51 años, un agricultor de Iowa, su esposa Margaret "Peggy", de 40 años, y un total de siete hijos: John, de 14, Edward, de 13, Patrick Jr., de 9, Simon, de 8, James, de 5, Peter, de 3, y la pequeña de tan solo 11 meses de edad, Isabelle. Un vecino, un hombre soltero de 40 años de edad, de nombre Patrick Dolan, también viajaba con ellos. Lewis Keseberg, de 32 años, un inmigrante alemán, se unió con su esposa Elisabeth Philippine, de 22 años, y su hija Ada, de 2 años; además de un hijo, llamado Lewis Jr., quien nació durante el trayecto. Dos hombres solteros jóvenes llamados Spitzer y Reinhardt viajaban con otro matrimonio de alemanes, los Wolfinger, que también tenían un conductor contratado, "Dutch Charley" Burger. Un hombre mayor de origen belga llamado Hardkoop cabalgaba con ellos. Luke Halloran, un joven que parecía estar más enfermo de tuberculosis cada día, se pasaba de una familia a otra, ya que ninguna podía o quería perder el tiempo ni los recursos para cuidar de él todo el tiempo.

## Atajo de Hastings

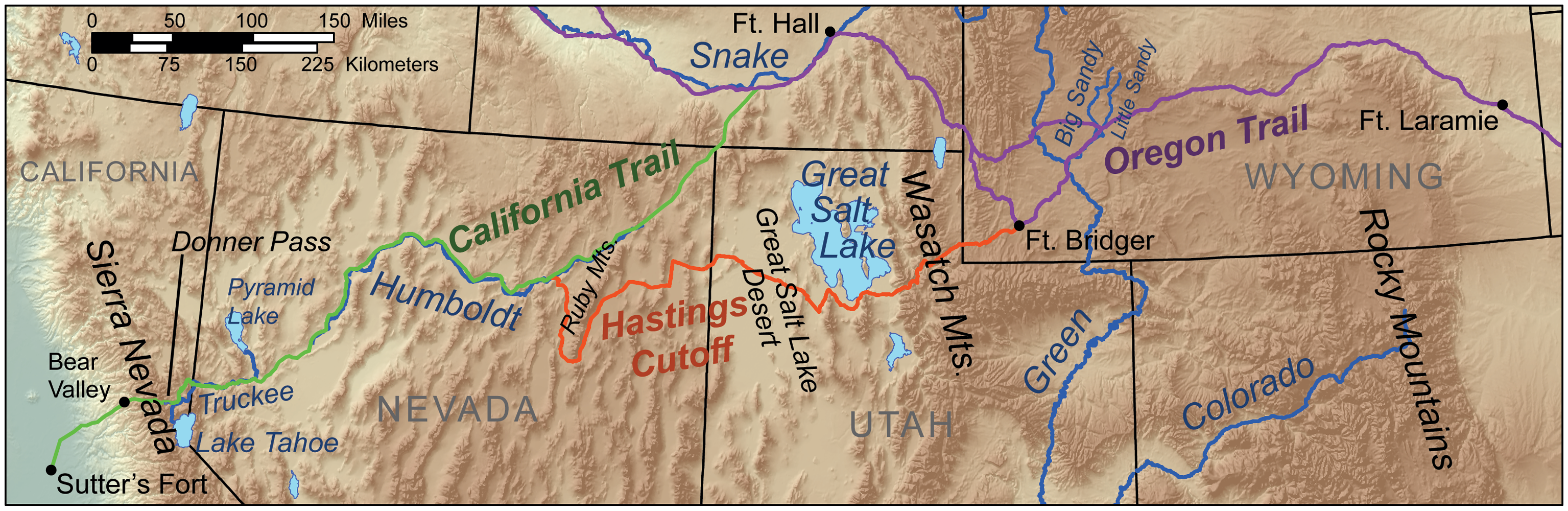
Mapa de la ruta tomada por la Expedición Donner, mostrando el Atajo de Hastings—que añadía 240 km a su viaje— en naranja.

Para promocionar su nueva ruta, Hastings envió varios jinetes por la ruta para entregar cartas a los emigrantes que estaban realizando el viaje. El 12 de julio, a los Reed y los Donner les dieron una de esas cartas. Hastings le advertía a los emigrantes que podían esperar la oposición de las autoridades mexicanas en California, y les aconsejaba que se unieran en grupos grandes. También afirmaba «haber encontrado un camino a California nuevo y mejor», y que estaría esperando en el Fuerte Bridger (Fort Bridger) para guiar a los emigrantes a lo largo del nuevo atajo.
J. Quinn Thornton viajó parte del camino con los Donner y los Reed, y en su libro From Oregon and California in 1848  [Desde Oregón y California en 1848] declaró que Hastings era el "Barón de Munchausen de los viajeros en esos países". Tamsen Donner estaba, según Thornton, «sombría, triste y desanimada» ante la idea de abandonar la ruta tradicional principal, siguiendo el consejo de Hastings, a quien consideraba «un aventurero egoísta».
El 20 de julio, en el río Little Sandy, la mayor parte de la caravana optó por seguir la pista establecida a través del Fuerte Hall. Un grupo más pequeño, el que optó por dirigirse hacia el Fuerte Bridger, necesitaba ahora un líder. La mayoría de los varones más jóvenes del grupo eran inmigrantes europeos y no se consideraban líderes ideales. James Reed, que llevaba viviendo en los EE. UU. desde hacía bastante tiempo, era mayor y tenía experiencia militar, pero su actitud autoritaria lo había enfrentado con muchos miembros de la caravana, y llevado sus relaciones por el mal camino, ya que lo veían como un aristocrático, imperioso y ostentoso. En comparación, la madurez, experiencia, y el haber nacido en Estados Unidos, además de ser pacífico y caritativo, hacían de George Donner, la primera mejor opción de casi todo el grupo. Los integrantes del grupo eran de clase social relativamente bien acomodada para los estándares contemporáneos. A pesar de que ahora se les considera pioneros, casi todos, menos unos pocos, carecían de las habilidades y la experiencia necesarias para viajar a través de las montañas y las tierras áridas, y tenían poco conocimiento acerca de cómo lidiar con los nativos americanos.
Edwin Bryant, un periodista, llegó a Blacks Fork una semana antes de que lo hiciera la expedición Donner. Había visto la primera parte del recorrido, y estaba preocupado porque sería difícil que pudieran cruzarlo las carretas del grupo de Donner, especialmente con tantas mujeres y niños. Regresó a Blacks Fork para dejar cartas de advertencia a varios miembros del grupo para que no tomasen el atajo. En el momento en el que la expedición Donner llegó a Blacks Fork el 27 de julio, Hastings ya había partido dirigiendo a las cuarenta carretas de la caravana llamada Harlan-Young. Jim Bridger, un experimentado montañés que en ese momento tenía un puesto de comercio al que le favorecía el que los emigrantes tomasen el Atajo de Hastings o Hastings Cutoff, les dijo al grupo que el atajo era un viaje suave y carente de regiones agrestes y de nativos hostiles, y que acortarían su recorrido unos 560 kilómetros (348 mi). Les sería fácil encontrar agua en el camino, aunque necesitarían un par de días para cruzar los 50-65 km del lecho seco del lago. Reed quedó muy impresionado con esta información, y abogó por usar el Hastings Cutoff. Nadie de la expedición recibió las cartas de Bryant advirtiéndoles de evitar la ruta de Hastings a toda costa; en el relato de su diario, Bryant afirma su convicción de que Bridger ocultó deliberadamente las cartas, una opinión compartida por Reed en su testimonio posterior.
El 31 de julio la expedición dejó Blacks Fork, después de cuatro días de descanso reparando las carretas, con once días de retraso respecto al grupo de la caravana Harlan–Young. Los Donner contrataron a un conductor de reemplazo, y a la compañía se le unió la familia McCutcheon, que constaba de William McCutcheon, de 30 años, Amanda, su esposa de 24 años, y su hija Harriet de solamente dos años, y un joven de 16 años llamado Jean Baptiste Trudeau proveniente de Nuevo México, quien a pesar de su juventud afirmó tener conocimiento de los nativos americanos y del terreno en el camino a California.

## Montañas Wasatch

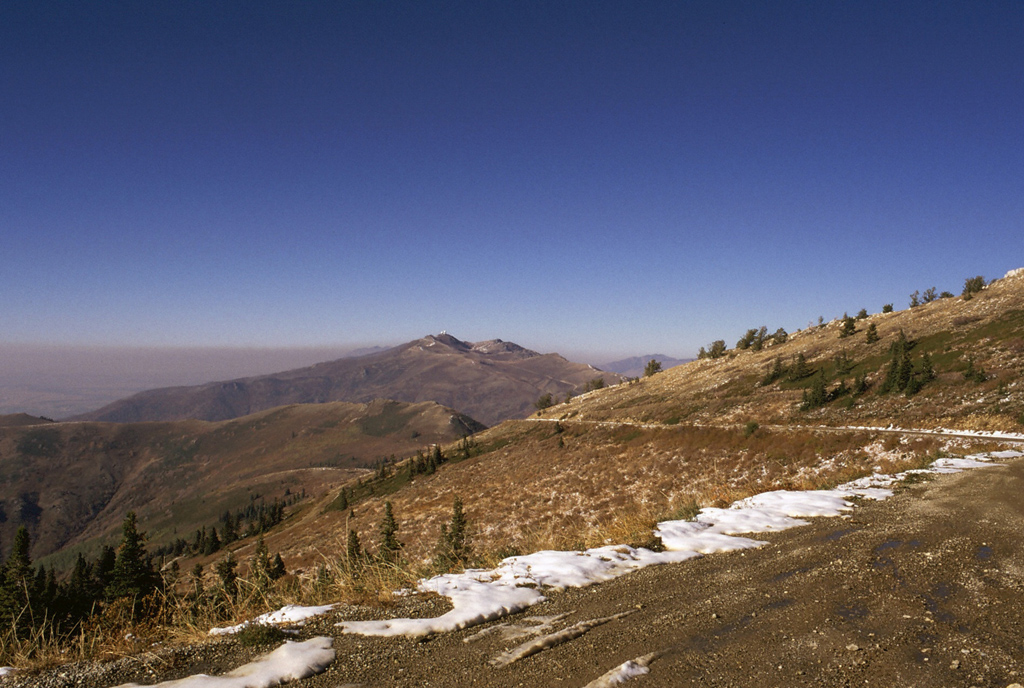
Montañas Wasatch ubicadas en Utah.

La expedición se dirigió hacia el sur para seguir el Atajo de Hastings. A los pocos días se encontraron con que el terreno era mucho más difícil de lo que se les había descrito, y los conductores se vieron obligados a bloquear las ruedas de sus carros para evitar que rodaran por pendientes pronunciadas. Varios años de tráfico de emigrantes en la ruta de Oregón habían dejado un camino fácil y evidente, mientras que la ruta que ahora seguían era más difícil de encontrar. Hastings escribió las direcciones en notas y las había dejado pegadas a los árboles. El 6 de agosto, la expedición se encontró con una carta de Hastings, aconsejándoles que debían parar hasta que él volviera y así les podría mostrar una ruta alternativa a la adoptada por la caravana Harlan-Young. Reed, Charles Stanton, y William Pike cabalgaron con antelación para alcanzar la ruta Hastings. Encontraron cañones muy difíciles de cruzar, donde tuvieron que apartar cantos rodados, y había paredes cortadas precariamente río abajo, una ruta en la que era probable que se dañaran las carretas. Aunque Hastings se había ofrecido en su carta para guiar a la expedición Donner en torno a las zonas más difíciles, cabalgó hacia atrás solo parcialmente, lo que indicó la dirección general a seguir.
Stanton y Pike se detuvieron a descansar, y Reed regresó solo al grupo, que llegó cuatro días después de la salida de la expedición. Sin la guía que se les había prometido, el grupo tuvo que decidir si se debía dar marcha atrás y volver a unirse al sendero tradicional, siguiendo las huellas dejadas por la caravana Harlan-Young a través del difícil terreno del Cañón Weber (Weber Canyon), o forjar su propio camino en la dirección que Hastings había recomendado. A instancias de Reed, el grupo eligió la nueva ruta de Hastings. Su progreso se desaceleró a solamente cerca de 2,4 km por día, y todos los hombres sanos fueron obligados a limpiar y despejar el camino, cortando arbustos y apartando rocas para permitir el avance de los carros.

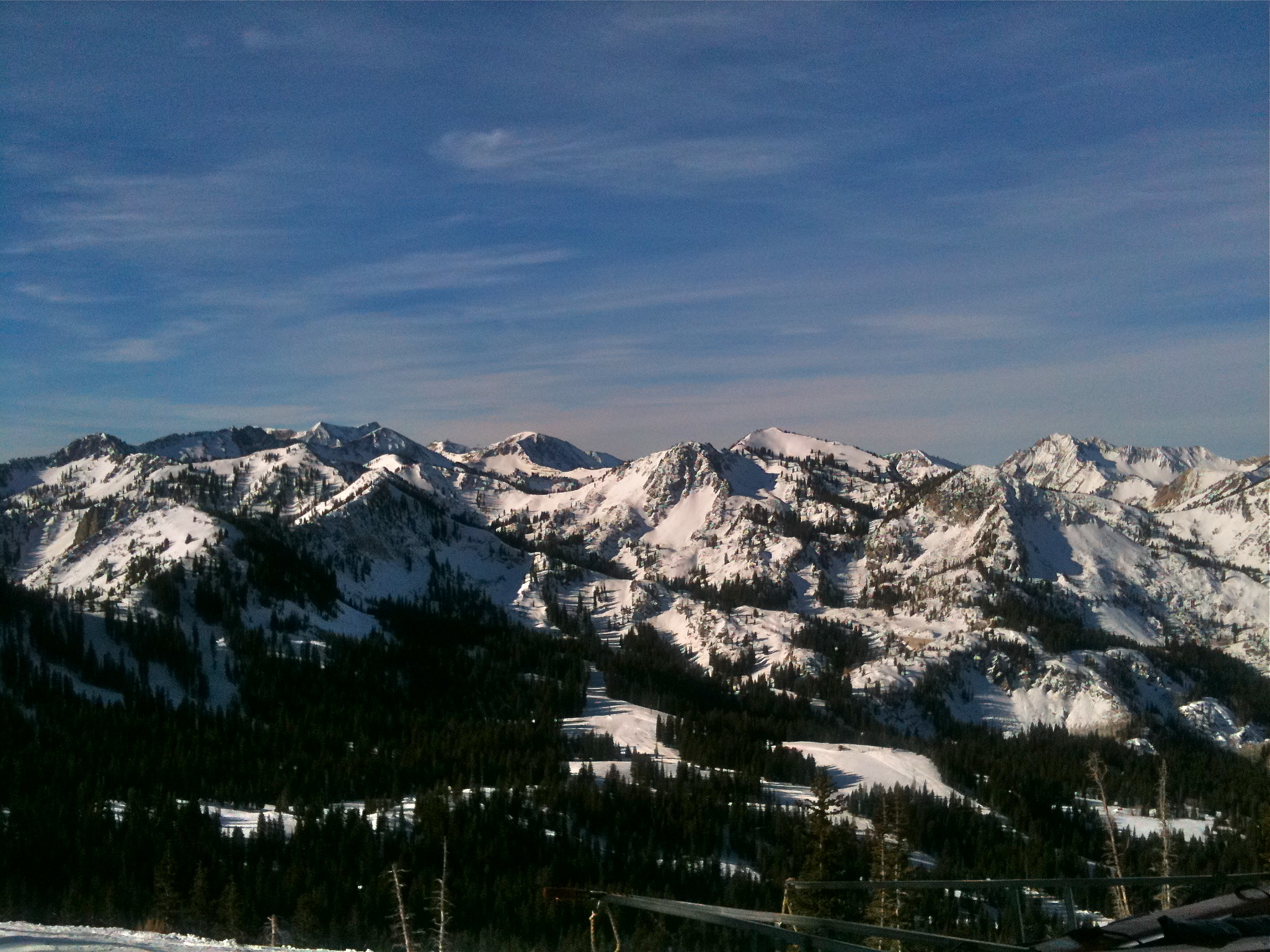
Big Cottonwood Canyon, situado varias millas al sur del Paso Donner en el corazón de las montañas Wasatch del Norte de Utah.

A medida que la expedición Donner hacía su camino a través de las montañas Wasatch, fueron alcanzados por la familia Graves, que había partido para encontrarlos. La familia Graves constaba del hombre de 57 años de edad, Franklin Graves, su esposa Elizabeth, de 47 años de edad, sus nueve hijos, Mary, de 20 años, William, de 18 años, Leonor, de 15, Lovina, de 13, Nancy de 9, Jonathan, de 7, Franklin Jr., de 5, Elizabeth, la menor de solo 1, y la hija casada de Sarah, de 22 años, además del yerno Jay Fosdick, de 23 años, y un carretero de 25 años llamado John Snyder, viajando juntos en tres carretas. Su llegada aumentó el número de la caravana Donner a un total de 87 miembros, con una cantidad entre 60-80 carretas. La familia Graves había formado parte del último grupo en dejar el Misuri, lo que confirma que la expedición Donner iba en la retaguardia del éxodo occidental de aquel año.
Cuando llegaron a un punto en las montañas desde donde podían mirar hacia abajo y ver el Gran desierto del Lago Salado, ya era el 20 de agosto. Les tomó casi dos semanas salir de las Montañas Wasatch. Los hombres comenzaron a discutir, y se expresaron dudas acerca de la sabiduría de los que habían elegido esta ruta, en particular de James Reed. Los alimentos y suministros de algunas de las familias menos pudientes comenzaban a agotarse. Stanton y Pike, que habían cabalgado con Reed, se habían perdido en su camino de regreso solos; en el momento en el que la expedición los encontró, llevaban un día entero sin dar de comer a sus caballos.

### Gran desierto del Lago Salado

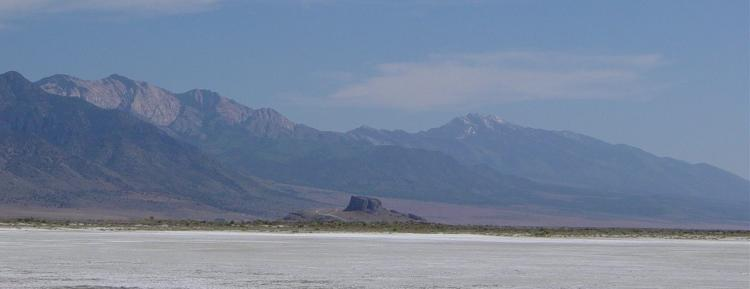
Imagen del Gran desierto del Lago Salado.

Luke Halloran murió de tuberculosis el 25 de agosto. Pocos días después, la expedición se encontró con una carta rota de Hastings. Los trozos indicaban que se enfrentarían a dos días y dos noches de difícil viaje por delante, sin pastos ni agua. El grupo dio descanso a sus bueyes y se preparó para el viaje. Después de 36 horas se pusieron en marcha para atravesar una pendiente de 300 metros que se encontraba a su paso. Desde la cima, divisaron una llanura seca y estéril, perfectamente plana y cubierta de sal blanca, aún más grande que la que acababan de cruzar, y «uno de los lugares más inhóspitos del planeta», según Rarick. Sus bueyes ya estaban fatigados y la provisión de agua estaba casi agotada.
El 30 de agosto, al no tener alternativa, el grupo siguió adelante. Con el calor del día, la humedad debajo de la capa de sal subió a la superficie y el suelo se transformó en una masa gomosa. Las ruedas de sus carros se hundían en ella, en algunos casos hasta los cubos. Los días eran extremadamente calientes y las noches gélidas. Varios integrantes del grupo vieron espejismos, de los lagos y las caravanas de carretas, y creían que por fin habían superado a Hastings. Después de tres días, el agua se agotó, y algunos del grupo retiraron sus bueyes de las carretas, para seguir adelante y tratar de encontrar más. Algunos de los animales estaban tan débiles que se quedaron tirados junto a las carretas y fueron abandonados. Nueve de los diez bueyes de Reed huyeron hacia el desierto enloquecidos por la sed. El ganado y los caballos de muchas otras familias también habían desaparecido. Los rigores de tal jornada resultaron en daños irreparables a algunos de los carros, pero todavía no se habían perdido vidas humanas. En lugar del prometido viaje de 64 kilómetros y dos días de duración, los casi 129 kilómetros recorridos a través del Gran desierto del Lago Salado, les habían tomado seis días extenuantes.
Ninguna de las familias tenía ya ninguna fe en el Atajo de Hastings, mientras se recuperaban en las aguas del otro lado del desierto. Pasaron varios días intentando reunir a su ganado, y transfiriendo los alimentos y suministros que quedaron en las carretas abandonadas en el desierto a otras. Aunque su familia había incurrido en las mayores pérdidas, Reed se mostró más firme, y pidió a todas las familias que le presentaran un inventario de sus bienes y de la comida disponible. Sugirió que dos hombres fueran hasta el fuerte Sutter en California; él había oído que John Sutter era sumamente generoso con los pioneros rebeldes, y podría ayudarles con disposiciones adicionales. Charles Stanton y William McCutchen se ofrecieron como voluntarios para llevar a cabo el peligroso viaje. Los carros reparables restantes fueron retirados por equipos mezclados de vacas, bueyes y mulas. Fue a mediados de septiembre, que dos jóvenes enviados en busca de los bueyes desaparecidos reportaron que aún tenían otros 64 kilómetros de tramo de desierto por delante.
Con su ganado y bueyes ahora agotados y delgados, la expedición Donner cruzó el siguiente tramo de desierto relativamente indemne, y el viaje ya parecía más fácil, sobre todo a través del valle junto a las Montañas Rubí. A pesar de su odio hacia el Atajo de Hastings, no tenían más remedio que seguir sus huellas, que eran de sólo unas semanas. El 26 de septiembre, dos meses después de iniciar la ruta, la expedición Donner se reincorporó al paso tradicional a lo largo de un arroyo que se conoció como el río Humboldt. El atajo que habían tomado, les había retrasado cerca de un mes.

## Unirse al Sendero

### Reed desterrado
A lo largo del río Humboldt el grupo se reunió con algunos nativos americanos Paiute, quienes se unieron a ellos durante un par de días, pero que les robaron varios bueyes y caballos. Ya era bien entrado el mes de octubre, y las familias Donner se separaron del resto para ganar tiempo. Dos carros en el grupo restante se enredaron, y John Snyder golpeó con furia al buey del carretero contratado por Reed, Milt Elliott. Cuando Reed intervino, Snyder usó el látigo sobre él. Reed tomó represalias hundiendo un cuchillo fatalmente debajo de la clavícula de Snyder.
Esa tarde los testigos se reunieron para discutir lo que se debía hacer; Las leyes de los Estados Unidos no eran aplicables al oeste de la División Continental (en lo que era entonces territorio mexicano) y las caravanas de carretas a menudo dispensaban su propia justicia. Pero George Donner, el líder de la expedición, estaba a un día completo por delante del grupo principal, en la carreta con su familia. Se había visto a Snyder golpear a James Reed, y algunos afirmaban que él también había golpeado a Margret Reed cuando se interpuso entre ellos, pero Snyder había sido popular en el grupo, y Reed no lo era. Keseberg sugirió que Reed debería ser ahorcado, pero un compromiso final permitió a Reed abandonar el campamento sin su familia, quienes iban a ser atendidos por los demás. Reed partió solo a la mañana siguiente, desterrado y sin armas, pero Virginia se adelantó y en secreto le proporcionó un rifle y alimentos.

### Desintegración

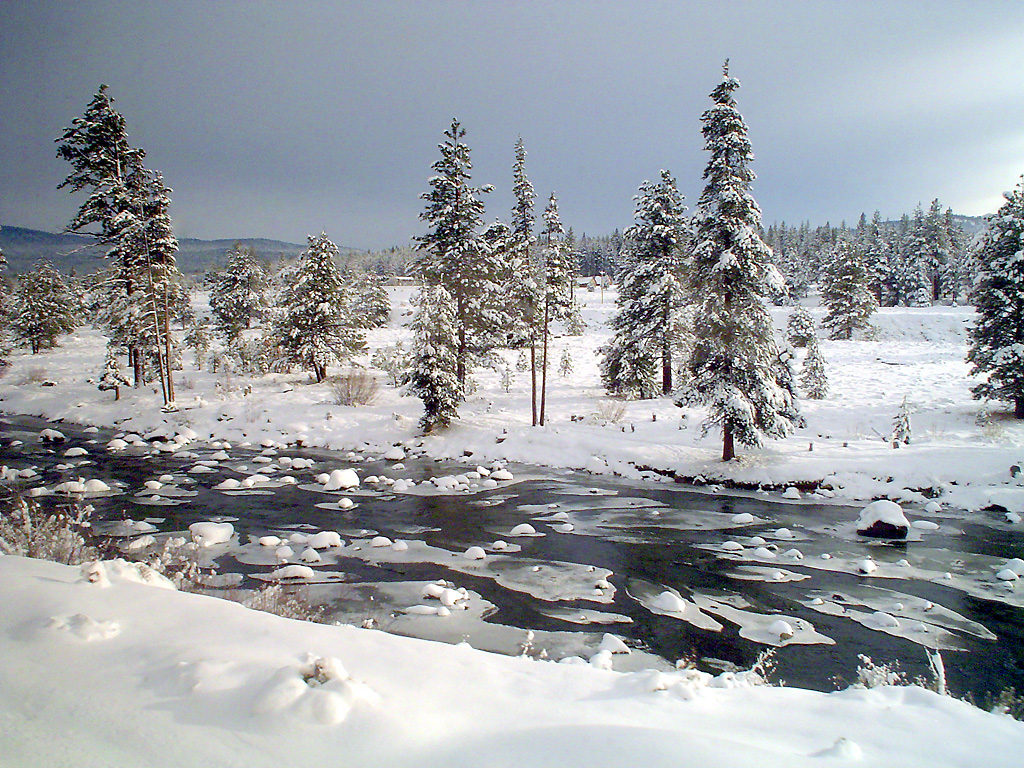
El río Truckee en invierno.

La expedición Donner había soportado todos los ensayos de lo que les esperaba hasta ahora, dando como resultado grupos separados y paranoicos, cada uno preocupado por sí mismo y desconfiando de los otros. La hierba estaba convirtiéndose en algo escaso, y los animales se fueron debilitando constantemente. Para aliviar la carga de los animales, se esperaba que todo el mundo se pusiera a caminar. Keseberg expulsó al anciano Hardkoop de su carreta, diciéndole que tenía que caminar o morir. Unos días más tarde Hardkoop se sentó junto a un arroyo, con los pies tan hinchados que se le abrieron, y no se le volvió a ver. William Eddy rogó a los demás buscar y encontrar a Hardkoop, pero todos ellos se negaron, jurando que no desperdiciarían recursos por un hombre de casi 70 años de edad.
Mientras tanto, Reed se encontró con los Donner y continuó adelante con uno de sus conductores, Walter Herron. Aunque los dos compartieron un caballo, fueron capaces de cubrir 40-64 km por día. El resto del grupo se reincorporó a los Donner, pero su mala suerte continuó. Los nativos americanos persiguieron de lejos todos los caballos de los Graves y otro carro quedó atrás. Con la hierba escaseando, el ganado se esparcía más, lo que permitió a los paiutes robar 18 reses durante una noche, y varias mañanas después, robaron otras 21. Hasta ahora la compañía había perdido casi 100 bueyes y vacas, y sus raciones estaban casi completamente agotadas. Un tramo más del desierto esperaba por delante. Los bueyes de los Eddy habían sido asesinados en la noche por los nativos americanos y fueron obligados a abandonar su carro. La familia había usado todas sus tiendas de campaña, pero las otras familias se negaron a ayudar a sus hijos. Los Eddy se vieron obligados a caminar, llevando a sus hijos a soportar una sed miserable. Margret Reed y sus hijos estaban también ahora sin carreta. El desierto pronto llegó a su fin, y la expedición encontró el río Truckee, una hermosa región con agua y vegetación.
Tenían poco tiempo para descansar, y la caravana siguió adelante para cruzar las montañas antes de que llegaran las nieves. Stanton, uno de dos hombres que habían dejado un mes antes la expedición para buscar ayuda en California, encontró la caravana y trajo mulas, comida, y dos nativos americanos miwok llamados Luis y Salvador. También trajo la noticia de que Reed y Herron, aunque demacrados y hambrientos, habían logrado llegar al Fuerte Sutter, en California. En este punto, de acuerdo con Rarick, «A los miembros desaliñados, medio muertos de hambre, de la expedición Donner, les debe haber parecido que lo peor de sus problemas ya había pasado. Ellos ya habían sufrido más de lo que muchos emigrantes nunca sufrieron».

## Sitiados por la nieve

### Paso Donner

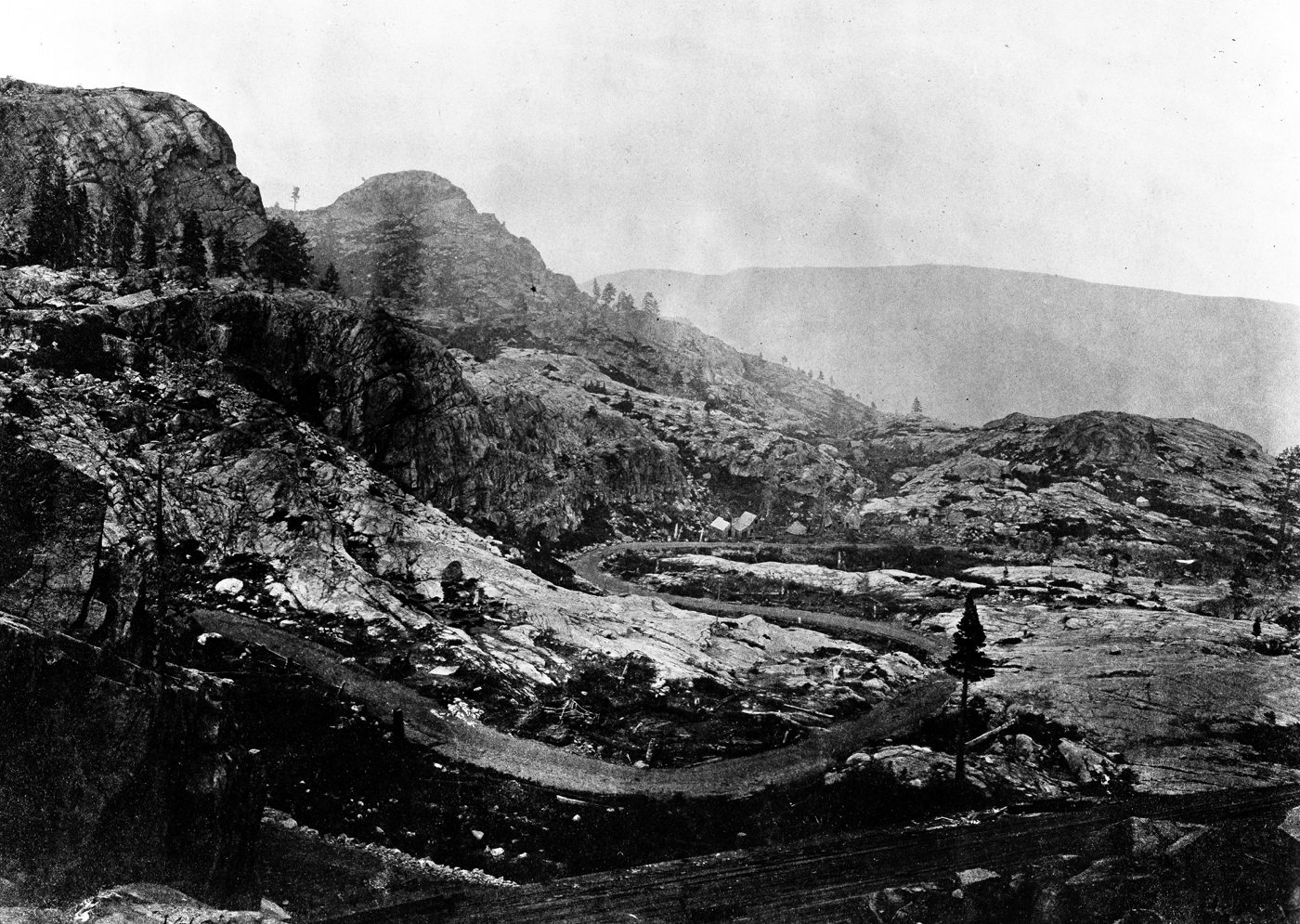
El paso por encima del lago Trucke (aquí fotografiado en la década de 1870), 2.160 m de altura, llegó a ser bloqueado por la nieve a principios de noviembre de 1846. Tanto el paso como el lago ahora se llaman Donner.

Ante un último empujón sobre las montañas, que describieron como mucho peores que las Wasatch, la heterogénea compañía tenía que decidir si seguir adelante o descansar a su ganado. Era el 20 de octubre y se les había dicho que en el paso no nevaría hasta mediados de noviembre. William Pike murió cuando un arma que era cargada por su cuñado William Foster se le disparó accidentalmente, un evento que pareció tomar la decisión por ellos pues durante el funeral empezó la primera nevada, aquel año el invierno llegó temprano; familia por familia, estas reanudaron el viaje, primero los Breen, entonces los Keseberg, Stanton con los Reed, Graves y Murphy. Los Donner viajaban lentamente. Después de unas pocas millas de terreno áspero, un eje se rompió en uno de los carros de los Donner. Jacob y George se internaron en el bosque para hacer las reparaciones, y las demás familias les adelantaron. George Donner se cortó la mano mientras cincelaba la madera dejando una herida abierta, pero parecía una lesión superficial.
La nieve comenzó a caer otra vez. Los Breen vieron una "pendiente masiva, casi vertical" a 300 metros del Lago Truckee, y 4,8 km de la cumbre, y acamparon cerca de una cabaña que había sido construida dos años antes por otro grupo de pioneros. Los Eddy y Keseberg se unieron a los Breen, tratando de superar el paso, pero se encontraron con montones de nieve de 1,5 a 3,0 metros, donde las carretas se hundían. Volvieron al lago Truckee y en menos de un día ya todas las familias estaban acampadas allí excepto los Donner, que estaban a 8 km -un viaje de medio día- por detrás de ellos. En los siguientes días, se hicieron varios intentos más para cruzar el paso con sus carros y animales, pero todos los intentos fracasaron.

### Campamento de invierno

Mapa mostrando los sitios del lago Truckee y Alder Creek

Sesenta miembros y asociados de las familias Breen, Graves, Reed, Murphy, Keseberg y Eddy se prepararon para pasar el invierno en el lago Truckee. Tres cabañas muy distantes de troncos de pino, con pisos de tierra y techos planos mal construidos en los que se filtraba el agua cuando llovía, sirvieron de hogares. Los Breen ocuparon una cabaña, los Eddy y Murphy otra y los Reed y Graves la tercera. Keseberg construyó un cobertizo para su familia contra el lateral de la cabaña Breen. Las familias utilizaron lona o cuero de buey para parchear los techos defectuosos. Las cabañas no tenían ventanas o puertas, solo unos grandes agujeros para permitir la entrada. De las 60 personas en el lago Truckee, 19 eran hombres mayores de 18 años, 12 eran mujeres y 29 eran niños, 6 de los cuales eran niños muy pequeños o bebés. Más abajo en el paso, cerca de Alder Creek, los Donner apresuradamente levantaron tiendas de campaña para albergar a 21 personas, entre ellas la señora Wolfinger, su hijo, y los conductores de los Donner: 6 hombres y 3 mujeres y 12 niños en total En la noche del 4 de noviembre, empezó a nevar de nuevo. Fue el comienzo de una tormenta que duró 8 días.
En el momento en que la expedición hizo su campamento, muy poca comida quedaba ya de los suministros que Stanton había traído del Fuerte Sutter. Los bueyes comenzaron a morir y sus cadáveres fueron desollados y descuartizados para apilar la carne bajo la nieve. Aunque el lago Truckee aún no se había congelado, los pioneros estaban poco familiarizados con la captura de la trucha de lago. Eddy, el cazador más experimentado, mató un oso, pero tuvo poca suerte después de eso. Las familias Reed y Eddy habían perdido casi todo y Margret Reed había prometido pagar el doble cuando llegaran a California por el uso de tres bueyes de las familias Graves y Breen. Los Graves pagaron a Eddy $25, que era el costo normal de dos bueyes sanos, por el cadáver de un buey que había muerto de hambre.
La desesperación crecía en el campamento y algunos razonaron, que individuos solos podían tener éxito en intentar cruzar el paso, donde los carros no podían. El 12 de noviembre, la tormenta amainó y un pequeño grupo trató de llegar a la cumbre a pie, pero encontraron que la caminata era demasiado difícil a través de la nieve blanda, profunda, y regresaron esa misma noche. Durante la próxima semana, otros dos intentos fueron hechos por otras partidas pequeñas, pero ambas fracasaron rápidamente. El 21 de noviembre, un grupo grande de alrededor de 22 personas hizo un intento y alcanzó con éxito el pico. La partida viajó alrededor de 2,4 kilómetros al oeste de la cumbre, pero este viaje también fue abortado, y regresaron al lago el 23 de noviembre.

Paso del lago Truckee en el que pasaron el invierno. En la actualidad se le llama el "Lago Donner".

Patrick Breen comenzó a llevar un diario el 20 de noviembre. En el mismo se ocupaba principalmente de registrar el clima, marcando las tormentas y la cantidad de nieve que había caído, pero poco a poco comenzó a incluir referencias a Dios y a la religión en sus entradas. La vida en el Lago Truckee era miserable. Las cabañas eran pequeñas y sucias, y nevaba tanto que la gente no podía salir durante días. La comida, una vez que se agotó la carne de los animales muertos, acabó consistiendo en cuero de buey, cortado en tiras que se hervían para hacer una "desagradable" jalea pegajosa. Los huesos de buey y caballo se hirvieron en varias ocasiones para hacer sopa, y llegaron a ser tan frágiles que se deshacían al masticarlos. A veces se suavizaron al ser carbonizados y comidos. Los niños Murphy cortaron poco a poco parte de la alfombra de piel de buey que se encontraba en frente de su chimenea, la asaban en el fuego y se la comían. Después de la salida del grupo con raquetas de nieve, dos tercios de los emigrantes en el Lago Truckee eran niños. La señora Graves estaba a cargo de ocho, y Levinah Murphy y Eleanor Eddy juntas se hicieron cargo de nueve. Los emigrantes capturaban y comían los ratones que se colaban en sus cabañas. Muchas de las personas en el Lago Truckee pronto se debilitaron, y pasaban la mayor parte del tiempo en cama. De vez en cuando alguno era capaz de hacer el viaje de un día completo para ver a los Donner. Llegaron así noticias de que habían muerto Jacob Donner y tres jornaleros. Uno de ellos, Joseph Reinhardt, confesó en su lecho de muerte que él había asesinado a Wolfinger para robarle. La mano de George Donner se había infectado, lo que dejaba solo a cuatro hombres para trabajar en el campamento Donner.
Margret Reed había logrado ahorrar la suficiente comida para preparar una olla de sopa de Navidad, para deleite de sus hijos, pero en enero ya se enfrentaban al hambre de nuevo y consideró comer los cueros de buey que servían para cubrir el techo. Margret Reed, Virginia, Milt Elliott y la sirvienta Eliza Williams intentaron salir, razonando que sería mejor tratar de traer comida de vuelta antes que sentarse y ver como los niños se morían de hambre. Ellos desaparecieron durante cuatro días en la nieve antes de conseguir regresar. Su cabaña ahora era inhabitable; el cuero de buey del techo sirvió como su suministro de alimentos, y la familia se mudó con los Breen. Los sirvientes se fueron a vivir con otras familias. Un día los Graves vinieron a cobrar la deuda de los Reed y tomaron los cueros de buey que eran todo el alimento que la familia tenía para comer.

### "Esperanza desamparada"
La expedición de la montaña en el lago Truckee comenzó a decaer. Spitzer, y luego Baylis Williams (el encargado del mantenimiento de los Reed) murieron, más de desnutrición que del hambre. Franklin Graves había fabricado 14 pares de raquetas y las escondió. Un grupo de 17 hombres, mujeres y niños decidieron hacer un intento de cruzar a pie el paso de la montaña. Como prueba de lo sombrías que fueron sus opciones, cuatro de los hombres eran padres, y tres de las mujeres madres que dejaron a sus hijos pequeños a otras mujeres. Se prepararon a la ligera, tomaron el equivalente a seis días de raciones, un rifle, una manta cada uno, un hacha, y algunas pistolas, con la esperanza de hacer camino hasta Bear Valley. El historiador Charles McGlashan más tarde llamó a este grupo con raquetas para la nieve la "esperanza desamparada". Dos de los miembros sin raquetas, Charles Burger y el muchacho de 10 años de edad, William Murphy, regresaron a principios de mes. Otros miembros de la expedición hicieron un par de raquetas para Lemuel en la primera noche de una de las albardas que llevaban.

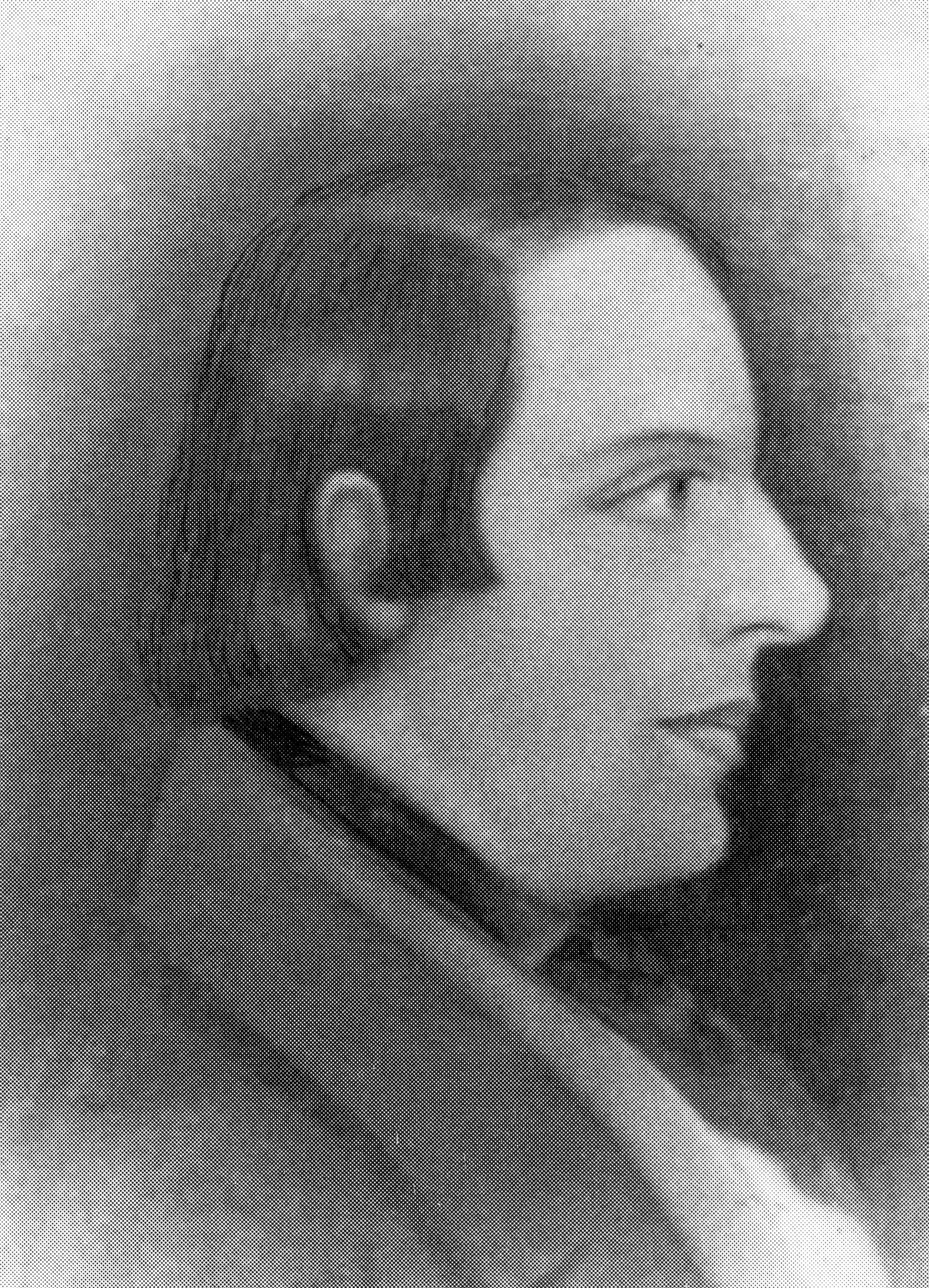
Charles Tyler Stanton.

Las raquetas de nieve resultaron ser torpes pero eficaces en el arduo ascenso. Los miembros de la expedición no estaban ni bien alimentados ni estaban acostumbrados a acampar en la nieve de 3,7 m de profundidad, y en el tercer día varias personas tenían fotoqueratitis. En el sexto día Eddy descubrió que una mujer había escondido media libra de carne de oso en su mochila. Cuando el grupo se propuso continuar por la mañana, el 21 de diciembre, Stanton, que se había estado quedando rezagado en los últimos días, se volvió a quedar atrás, diciendo que los iba a seguir en breve; sus restos fueron encontrados en ese lugar al año siguiente.
La expedición se convirtió en un grupo perdido y confundido. Después de dos días más sin comida, Patrick Dolan propone que uno de ellos debía ser voluntario para morir, y así alimentar a los demás. Algunos sugirieron un duelo, mientras que otros relatos describen un intento de crear una lotería para elegir al miembro para sacrificar. Eddy sugirió que se mantuvieran en movimiento hasta que alguien simplemente cayera, pero una tormenta de nieve obligó al grupo a detenerse. Antonio, el cuidador de animales, fue el primero en morir; Franklin Graves fue la siguiente víctima.
A medida que la tormenta avanzaba, Patrick Dolan empezó a despotricar delirando, se quitó la ropa y corrió hacia el bosque. Regresó poco después y murió unas horas más tarde de frío. Al poco, posiblemente debido a sus 12 años de edad, Lemuel Murphy agonizaba; algunos miembros del grupo comenzaron a comer carne del cuerpo de Dolan. La hermana mayor de Lemuel trató de alimentar a su hermano, pero murió poco después. Eddy, Salvador y Luis se negaron a comer. A la mañana siguiente el grupo despojó del músculo y los órganos a los cuerpos de Antonio, Dolan, Graves, y Murphy y los secaron para almacenarlos para los próximos días, teniendo cuidado en asegurarse de que nadie se comiera a sus familiares.

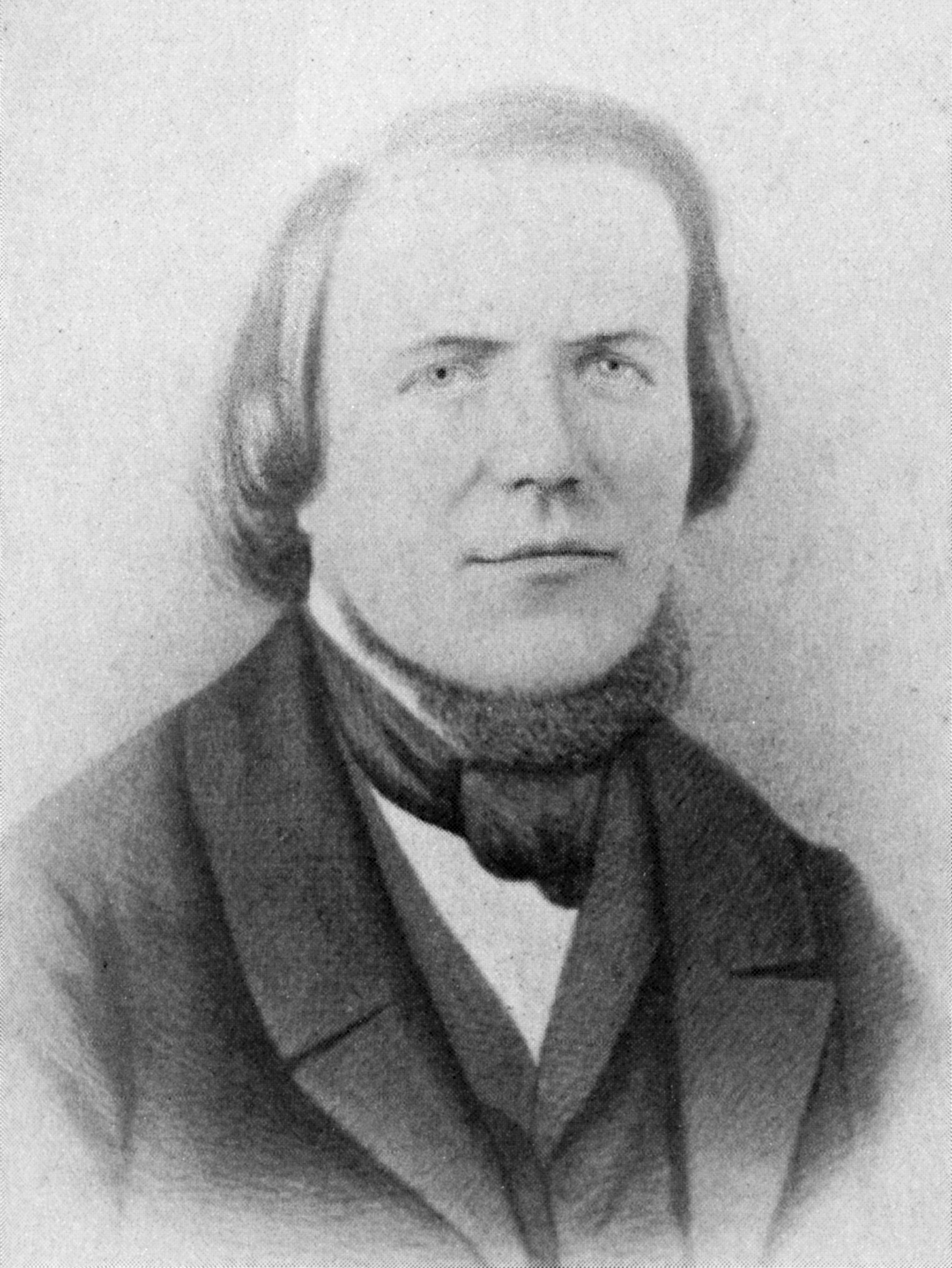
William H. Eddy.

Después de tres días de descanso se pusieron en marcha de nuevo, en busca del sendero. Eddy finalmente sucumbió al hambre y comió carne humana, pero luego volvió a no querer. Ellos comenzaron a desarmar sus raquetas para comer las correas de cuero de buey, y discutieron sobre matar a Luis y a Salvador para comerlos; Eddy advirtió a los nativos americanos, que solo se quedaron en silencio antes de huir. Durante la noche Jay Fosdick murió, dejando solo siete miembros en la expedición. Eddy y Mary Graves salieron a cazar, pero cuando regresaron con carne de venado, el cuerpo de Fosdick ya había sido cortado, para servir de alimento. Después de varios días- más de 25 desde que salieron del Lago Truckee- se encontraron con Salvador y Luis, que no habían comido durante unos nueve días, y estaban tendidos a punto de morir. William Foster, creyendo que la carne de los nativos americanos era la última esperanza del grupo para evitar el inminente destino de morir de hambre, disparó a sangre fría sobre ambos guías nativos.
El 12 de enero, el grupo tropezó con un campamento Miwok con un aspecto tan deteriorado que los americanos nativos inicialmente huyeron de miedo. Los Miwoks les dieron lo que tenían de comer: bellotas, hierbas y piñones. Después de unos días, Eddy continuó con la ayuda de un Miwok hasta un rancho en una pequeña comunidad agrícola en el borde del valle de Sacramento. Un grupo de rescate montado apresuradamente encontró a los otros seis sobrevivientes el 17 de enero. Su viaje desde el Lago Truckee había durado 33 días.

## Rescate

### Reed intenta un rescate
James Reed logró salir de la Sierra Nevada al Rancho Johnson a finales de octubre. Él estaba a salvo y recuperándose en el Fuerte Sutter, pero cada día estaba más preocupado por el destino de su familia y amigos. Se entrevistó con el coronel John C. Frémont para reunir un equipo de hombres para cruzar el paso y ayudar a la expedición, a cambio de que Reed prometiera que iba a unirse a las fuerzas de Fremont y luchar en la guerra mexicano-estadounidense. Reed se unió con McCutchen, que había sido incapaz de regresar con Stanton al ponerse enfermo, así como algunos miembros de la caravana Harlan-Young. La caravana Harlan-Young había llegado al Fuerte Sutter el 8 de octubre, la última en pasar sobre Sierra Nevada de la temporada. El grupo de aproximadamente 30 caballos y una docena de hombres llevaron suministros de alimentos, y se esperaba que pudieran encontrar a la expedición Donner en el lado occidental de la montaña, cerca de Bear Valley, tal vez con mucha hambre pero vivos. Cuando llegaron a Bear Valley solo encontraron un par de pioneros: el hombre y el niño sin raquetas que se habían separado de la compañía y estaban cerca de la inanición.
Dos guías desertaron, pero Reed y McCutchen con algunos de sus caballos siguieron adelante hasta Yuba Bottoms, caminando la última milla a pie. En posiblemente el mismo día que los Breen intentaban un último esfuerzo para superar la cresta del paso, Reed y McCutchen se quedaron mirando al otro lado a solo 19 km de la parte superior, bloqueados por la nieve. Abatidos, volvieron de nuevo al Fuerte Sutter.

### Primer rescate
Gran parte de los militares en California, y con ellos los hombres sanos, se dedicaban a la guerra mexicano-estadounidense. Por ejemplo, el personal del coronel Frémont en ese preciso momento estaba ocupado en la captura de Santa Bárbara. Las carreteras y los caminos a lo largo de la región estaban bloqueados, las comunicaciones comprometidas, y no estaban disponibles materiales de construcción. Solo tres hombres respondieron a una convocatoria de voluntarios para rescatar a la expedición Donner. Reed se mantuvo otra vez en San José hasta febrero debido a los levantamientos regionales y la confusión general. Pasó ese tiempo hablando con otros pioneros y conocidos, y el pueblo de San José respondió mediante la creación de una petición para apelar a la Marina de Estados Unidos para ayudar a la gente en el lago Truckee. Dos periódicos locales informaron que miembros de la expedición con raquetas de nieve habían recurrido al canibalismo, lo que contribuyó a fomentar la simpatía por aquellos que todavía estaban atrapados. En Yerba Buena, California los residentes, y muchos emigrantes recientes, aportaron un total de $ 1300 dólares (unos $ 30 000 de 2010) y los esfuerzos de socorro fueron organizados para construir dos campos y suministrar un equipo de rescate para los refugiados.
Un grupo de rescate, entre ellos William Eddy, salió así el 4 de febrero desde el Valle de Sacramento. La lluvia y una crecida del río produjeron varios retrasos. Eddy quedó apostado en Bear Valley, mientras que los otros hicieron un progreso constante a través de la nieve y las tormentas para cruzar el paso al lago Truckee, haciendo almacenamiento de su comida en escondrijos por estaciones a lo largo del camino, así que no tuvieron que llevarlo todo. Tres miembros de la partida de rescate se volvieron atrás, pero siete siguieron camino.
El 18 de febrero, el grupo de rescate de siete hombres escalan el Paso Frémont (ahora Paso Donner); cuando se acercaron a donde Eddy les dijo que estarían las cabañas, comenzaron a gritar. La señora Murphy apareció en un agujero en la nieve, los miró y les preguntó: "¿Estos hombres son de California, o vienen del Cielo?". El grupo de rescate repartió alimentos en pequeñas porciones, porque si los escuálidos emigrantes comían en exceso morirían. Todas las cabañas estaban enterradas en la nieve. Los techos de cuero de buey empapados habían empezado a pudrirse y el olor era insoportable. Trece personas en los campamentos estaban muertas, y sus cuerpos habían sido enterrados con holgura en la nieve cerca de los techos de las cabañas. Algunos de los emigrantes parecían emocionalmente inestables. Tres miembros de la partida de rescate caminaron hasta el campamento de los Donner y trajeron cuatro niños demacrados y tres adultos. Leanna Donner tenía especial dificultad para caminar por la empinada pendiente de Alder Creek hasta el lago Truckee, después escribiría "tanto dolor y miseria que he sufrido ese día es indescriptible". El brazo de George Donner estaba tan gangrenoso que no podía moverse. Veintitrés personas fueron elegidas para ir con el grupo de rescate, dejando a veintiuna en las cabañas en el lago Truckee y otras doce en Alder Creek.
Los rescatadores ocultaron el destino del grupo con raquetas de nieve, informando a los emigrantes rescatados que no pudieron volver porque habían quedado atrapados en la nieve. Patty y Tommy Reed estaban demasiado débiles para cruzar los ventisqueros, y nadie fue lo suficientemente fuerte como para llevarlos. Margret Reed se enfrentó a la situación angustiosa de tener que acompañar a sus dos hijos mayores a Bear Valley viendo a sus dos más frágiles muchachos ser llevados de vuelta al lago Truckee sin un padre. Uno del equipo de rescate, Aquilla Glover, juró por su honor como masón que iba a regresar a por sus hijos. Patty Reed le dijo al tener que separarse: "Bueno, madre, si nunca me ves de nuevo, haz lo mejor que puedas". A su regreso a la laguna, los Breen rotundamente les negaron la entrada a su cabaña, pero después de que Glover les mostrara más alimentos, los niños fueron admitidos a regañadientes. El equipo de rescate estaba consternado al encontrar que en la primera estación el alijo de alimentos había sido asaltado por los animales, lo que les dejaba sin comida durante cuatro días. Después de luchar en la caminata sobre el paso, John Denton entró en coma y murió. Ada Keseberg murió poco después; su madre estaba inconsolable, negándose a dejar el cuerpo de la niña e irse. Después de varios días de viaje a través de la más difícil región, los equipos de rescate se mostraron muy preocupados de que los niños no sobrevivieran al trayecto. Algunos de ellos se comieron los flecos de los pantalones de un rescatador, y los cordones de los zapatos de otro, para sorpresa del grupo de socorro. En su camino desde las montañas se encontraron con el siguiente grupo de rescate, que incluía a James Reed. Al oír su voz, Margret se desmayó en la nieve, abrumada.
Después de que estos emigrantes fueron rescatados y se resguardaron con seguridad en Bear Valley, William Hook, el hijastro de Jacob Donner, irrumpió en el almacén de alimentos y se atiborró fatalmente, matándose. Los otros continuaron hasta el fuerte Sutter, donde Virginia Reed escribió "Realmente pensé que había pasado por encima del Paraíso". A ella le hizo gracia que a pesar de que sólo tenía 13 años y estaba en recuperación del hambre, uno de los jóvenes del lugar le pidió que se casara con él, pero ella lo rechazó.

### Segundo rescate
El día 1 de marzo, un segundo grupo de rescate llegó al lago Truckee. Estos rescatadores eran en su mayoría montañeros experimentados que acompañaron el regreso de Reed y McCutchen. Reed se reunió con su hija Patty y su hijo Tommy que estaban debilitados pero vivos. Una inspección de la cabaña Breen encontró que sus ocupantes estaban relativamente bien, pero la cabaña Murphy, según el autor George Stewart, "pasó los límites de la descripción y casi de la imaginación". Levinah Murphy, que estaba cuidando a su hijo de ocho años de edad, Simón y los dos hijos pequeños de William Eddy y Foster, se había deteriorado mentalmente y todos estaban casi ciegos. Los niños estaban apáticos y no habían limpiado el interior en días. Lewis Keseberg se había mudado a la cabaña y apenas podía moverse debido a una pierna lesionada.
Nadie en el Lago Truckee había muerto durante el intervalo entre la salida de la primera partida de rescate y la llegada del segundo grupo de rescate. Patrick Breen había documentado una visita inquietante en la última semana del mes de febrero de la señora Murphy, quien dijo que su familia estaba considerando comerse a Milt Elliott. Reed y McCutchen encontraron, en efecto, el cuerpo mutilado de Elliott. Al campamento en Alder Creek no le fue mejor. Los dos primeros miembros del grupo de rescate en llegar vieron a Trudeau llevando una pierna humana. Cuando hicieron pública su presencia, la arrojó en un agujero en la nieve que contenía el cuerpo desmembrado en su mayoría de Jacob Donner. Dentro de la tienda, Elizabeth Donner se negó a comer, aunque sus hijos estaban siendo alimentados con los órganos de su padre. Los rescatadores descubrieron que otros tres cuerpos ya habían sido consumidos. En la otra tienda, Tamsen Donner estaba bien, pero George estaba muy enfermo porque su infección ya había alcanzado su hombro.

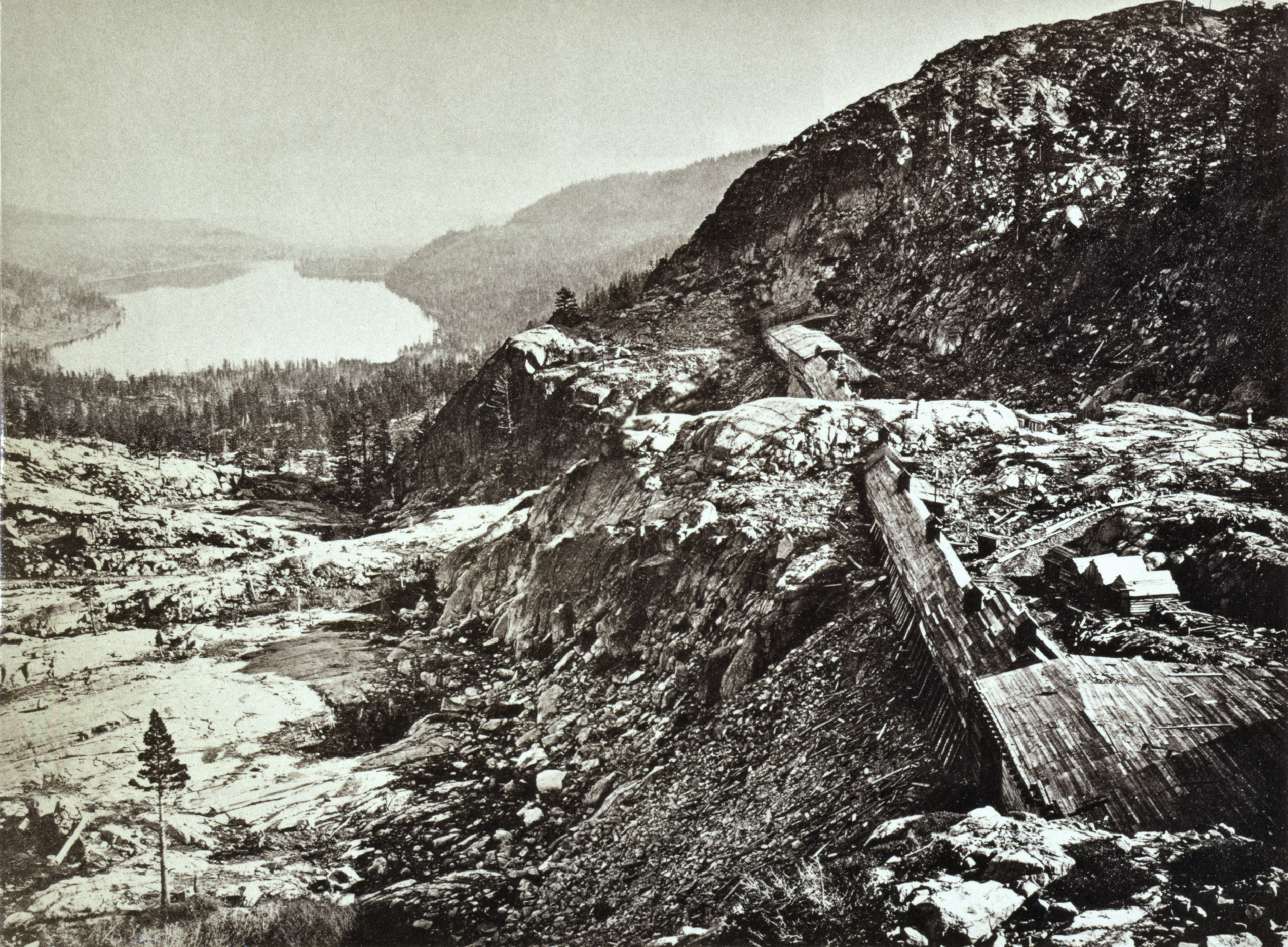
Vista del Lago Truckee y el paso Donner, tomada en 1868 cuando el ferrocarril del Pacífico Central llegó a su finalización.

El segundo grupo evacuó 17 emigrantes, solo tres de los cuales eran adultos, del lago Truckee. Tanto las familias Breen como los Graves estaban dispuestos a marchar. Solo cinco personas permanecieron en el Lago Truckee: Keseberg, la señora Murphy y su hijo Simon, y los jóvenes Eddy y Foster. Tamsen Donner decidió quedarse con su marido enfermo después de que Reed le informó de que un tercer grupo de rescate llegaría pronto. La Sra Donner mantuvo a sus hijas Eliza, Georgia, y Frances con ella.
El camino de vuelta a Bear Valley fue muy lento; en un momento Reed mandó a dos de los hombres para recuperar el primer alijo de comida, esperando al tercer grupo de rescate, un pequeño grupo liderado por Selim E. Woodworth, que llegaría en cualquier momento. Una ventisca violenta surgió después de que escalaron el paso. El niño de cinco años de edad, Isaac Donner murió congelado, y Reed casi muere también. Los pies de Mary Donner se quemaron gravemente porque estaban tan congelados que no se dio cuenta de que estaba durmiendo con ellos sobre el fuego. Cuando pasó la tormenta, las familias Breen y Graves, que no habían comido durante días, estaban demasiado apáticas y cansadas para levantarse y moverse. La partida de rescate no tuvo más remedio que salir sin ellos.
Tres miembros de la partida de rescate se quedaron, uno en el Lago Truckee y dos en Alder Creek. Cuando uno, Nicholas Clark, fue de caza, los otros dos, Charles Cady y Charles Stone, hicieron planes para regresar a California. Tamsen Donner se organizó con ellos para llevar a sus tres hijas a California, tal vez, de acuerdo con Stewart, por $ 500 dólares en efectivo. Cady y Stone llevaron a las niñas hasta el Lago Truckee, pero luego las dejaron solas, superando a Reed y a los otros. Varios días después, Clark y Trudeau acordaron salir juntos. Cuando descubrieron a las niñas Donner en el Lago Truckee, volvieron a Alder Creek a informar a Tamsen Donner.

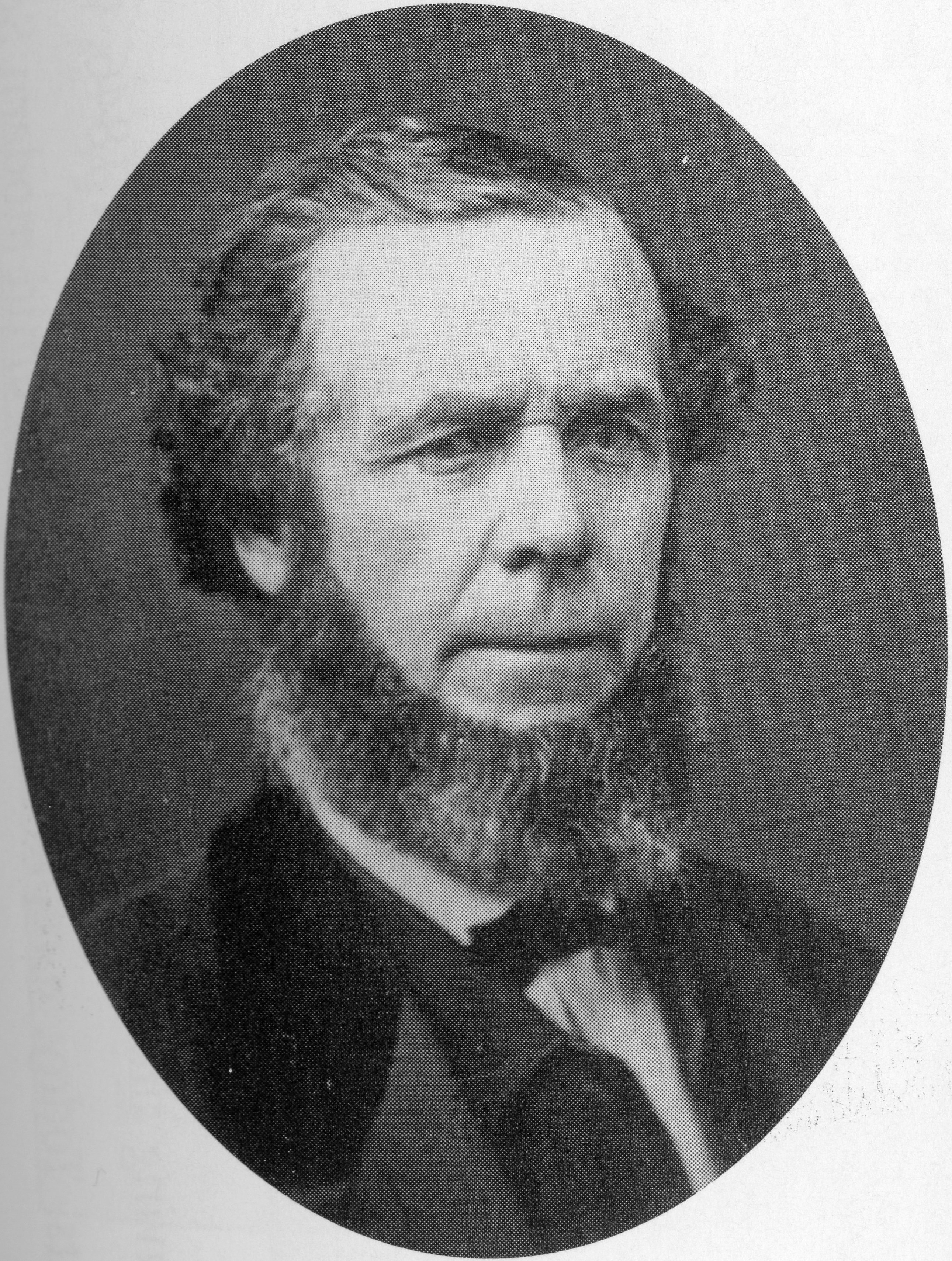
John Stark

William Foster y William Eddy, ambos sobrevivientes del grupo con raquetas de nieve, partieron de Bear Valley para interceptar a Reed, llevándose con ellos a un hombre llamado John Stark. Después de un día, se encontraron con Reed y ayudaron a sus hijos, todos estaban medio congelados y sangrando, pero vivos. Desesperados por rescatar a sus propios hijos, Foster y Eddy persuadieron a cuatro hombres, con ruegos y dinero, para volver al Lago Truckee con ellos. A mitad de camino se encontraron con los restos mutilados crudamente y comidos de dos niños y de la señora Graves, con un año de edad, Elizabeth Graves, viva, estaba llorando junto al cuerpo de su madre. Once sobrevivientes se habían apiñado alrededor de un fuego encendido en un agujero hundido en la nieve. El grupo de rescate se dividió, con Foster, Eddy, y otros dos que se dirigieron hacia el lago Truckee. Los otros dos hombres del equipo de rescate, con la esperanza de salvar a los más sanos, cada uno tomó a un niño y se fueron. John Stark se negó a dejar a los demás. Stark recogió dos niños y todas las disposiciones, y ayudó a los nueve restantes Breen y Graves a llegar a Bear Valley.

### Tercer Rescate

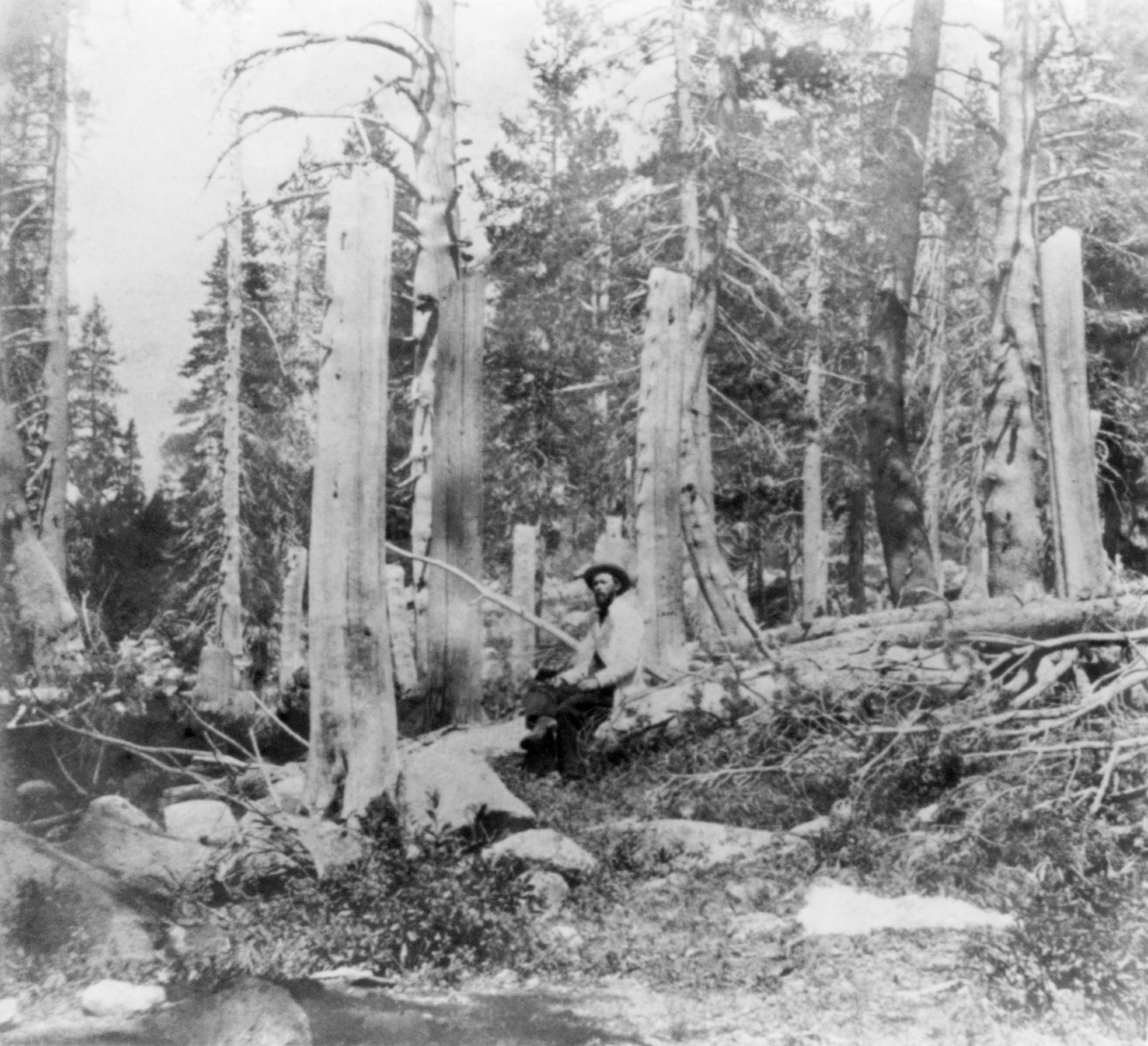
Los tocones de árboles cortados en el sitio de Alder Creek por miembros de la expedición Donner, fotografía tomada en 1866. La altura de los tocones indica la profundidad de la nieve.

Foster y Eddy finalmente llegaron al Lago Truckee el 14 de marzo, donde encontraron a sus hijos muertos. Keseberg le dijo a Eddy que se había comido los restos de sus hijos, y Eddy juró asesinar a Keseberg si alguna vez se encontraban en California. George Donner y uno de los hijos de Jacob Donner todavía estaban vivos en Alder Creek. Tamsen Donner, que acababa de llegar a la cabaña Murphy, podría haber salido sola, pero optó por regresar con su marido a pesar de que fue informada de que no era probable que ningún otro grupo de rescate viniera pronto. Foster y Eddy y el resto del grupo en el tercer rescate los dejaron, partiendo con las tres niñas Donner y el niño Murphy, Trudeau y Clark.
Se reunieron dos partidas de rescate más para evacuar a cualquier adulto que todavía pudiera estar vivo. Ambas se volvieron atrás, antes de llegar a Bear Valley, y se hicieron más intentos. El 10 de abril, casi un mes desde que el tercer grupo de rescate había dejado el lago Truckee, el alcalde cerca del Fuerte Sutter organizó una partida de rescate para recuperar lo que podía quedar de las pertenencias de los Donner. Las pertenencias serían vendidas, con parte de los fondos utilizados para apoyar a los niños huérfanos Donner. La partida de rescate encontró en Alder Creek las tiendas vacías excepto por el cuerpo de George Donner, que había muerto pocos días antes. En su camino de regreso al Lago Truckee, encontraron a Lewis Keseberg vivo. Según él, la señora Murphy había muerto una semana después de la salida del tercer grupo de rescate. Algunas semanas más tarde, Tamsen Donner había llegado a su cabaña en su camino sobre el paso, empapada y visiblemente molesta. Keseberg dijo que puso una manta alrededor de ella y le dijo que se marchara por la mañana, pero murió durante la noche. Los del grupo de rescate sospecharon de la historia de Keseberg, y se encontraron una olla llena de carne humana en la cabaña junto con pistolas, joyas de George Donner, y 250 dólares en oro. Ellos amenazaron con linchar a Keseberg, quien confesó que había depositado 273 dólares del dinero de los Donner, por sugerencia de Tamsen, para que algún día pudiera beneficiar a sus hijos. El 29 de abril de 1847 Keseberg fue el último miembro de la expedición Donner en llegar al Fuerte Sutter.

### Respuesta
Nunca fui testigo de un espectáculo más repugnante o terrible. Los restos [de los cuerpos], por orden del general Kearny, fueron recogidos y enterrados bajo la superintendencia de las Major Swords. Fueron enterrados en una fosa que había sido excavada en el centro de una de las cabañas. Después las cabañas, por orden de las Major Swords, fueron quemadas, y con ellas cada cosa o pertenencia que estuviera conectada con esta tragedia horrible y melancólica, fueron consumidas. El cuerpo de George Donner fue encontrado en su campamento, a alrededor de ocho o diez millas de distancia, envuelto en una sábana. Fue enterrado por un grupo de hombres enviados a tal efecto.

fuente
Miembro de la misión del general Stephen Kearny, 22 de junio de 1847

Las noticias de la suerte de la expedición Donner se extendieron hacia el este por parte de Samuel Brannan, un anciano de La Iglesia de Jesucristo de los Santos de los Últimos Días y periodista, que dirigía el grupo de rescate, ya que descendieron del paso con Keseberg. Los primeros informes llegaron a la ciudad de Nueva York en julio de 1847. Al informar sobre el evento a través de los EE. UU., influyó grandemente en el entusiasmo nacional sobre la migración hacia el oeste. En algunos diarios, las noticias de la tragedia fueron ocultadas en pequeños párrafos a pesar de la tendencia contemporánea a las historias sensacionalistas. Varios periódicos, entre ellos los de California, escribieron sobre el canibalismo con un gráfico y exagerado detalle. En algunas notas de prensa, los miembros de la expedición Donner fueron representados como héroes, y California como un paraíso digno de sacrificios significativos.
La emigración de colonos hacia el oeste disminuyó durante los años siguientes, pero es más probable que la caída en el número fue causada más por los temores sobre el resultado de la continua guerra mexicano-estadounidense que por la advertencia hecha por el fatal destino de la expedición Donner. En 1846, unas 1500 personas emigraron a California. En 1847 el número se redujo a 450 y a 400 en 1848. La fiebre del oro de California estimuló, sin embargo, un fuerte aumento en 1849: 25 000 personas se dirigieron al oeste. La mayor parte de la migración por tierra siguió el río Carson, pero algunos de Los Forty-Niners utilizaron la misma ruta que la expedición Donner y registraron descripciones sobre el sitio. Las zonas habitadas por la expedición fueron tan notorias que llegaron a ser conocidas como el Paso Donner, el Lago Donner, y el Pico Donner.
A finales de junio de 1847, miembros del Batallón Mormón bajo el servicio del general Steven Kearny enterraron los restos humanos, y quemaron dos de las cabañas. Los pocos que se aventuraron sobre el paso en los próximos años encontraron unos pocos huesos, otros artefactos, y la cabaña utilizada por las familias Reed y Graves. En 1891, se descubrió un alijo de dinero enterrado junto al lago. Probablemente había sido almacenado por la señora Graves, que apresuradamente lo escondió cuando se fue con el segundo grupo de rescate para poder volver por él más tarde.
Lansford Hastings recibió amenazas de muerte. Un emigrante que cruzó antes que la expedición Donner se enfrentó a Hastings acerca de las dificultades que habían encontrado, por la presentación de sus informes; "Por supuesto que no podría decir nada más que lo sentía mucho, y que él tenía buenas intenciones".

### Sobrevivientes
De las 87 personas que entraron en las montañas Wasatch, 48 sobrevivieron. Solo las familias Reed y Breen permanecieron intactas. Los hijos de Jacob Donner, George Donner, y Franklin Graves se quedaron huérfanos. William Eddy perdió a su mujer y dos hijos pequeños y la mayoría de la familia Murphy había muerto. Solo tres mulas llegaron a California; los animales restantes perecieron o fueron robados por indios. La mayor parte de las posesiones de los miembros de la expedición Donner fueron descartadas durante el trayecto.

No le he escrito a usted ni la mitad del problema que hemos vivido, pero yo he escrito lo suficiente para hacerle saber que usted no sabe lo malo que es. Pero gracias a Dios todos hemos conseguido atravesarlo y ser la única familia que no comió carne humana. Nosotros lo hemos perdido todo, pero eso no me importa. Tenemos por delante nuestras vidas, pero no deje que esta carta descorazone a nadie. Nunca tome atajos y haga el camino tan rápido como pueda.

fuente
Virginia Reed a su prima Mary Keyes, 16 de mayo de 1847

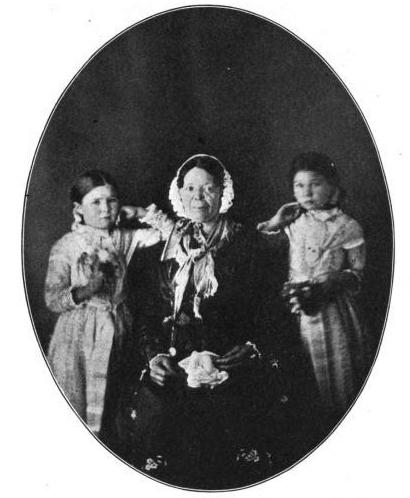
Las hijas de George Donner, Eliza y Georgia. En el centro de la foto está la señora Brunner

Algunas de las mujeres viudas volvieron a casarse en unos meses; las novias eran escasas en California. Los Reed se establecieron en San José y dos de las hijas Donner se fueron a vivir con ellos. A Reed le fue bien en la Fiebre del oro de California y se convirtió en alguien próspero. Virginia, con la supervisión editorial de su padre, escribió una extensa carta a su prima en Illinois sobre "nuestros viajes para llegar a California". El periodista Edwin Bryant la llevó de nuevo en junio de 1847, y fue impresa en su totalidad, con algunas modificaciones de redacción, en el Diario de Illinois del 16 de diciembre de 1847. Virginia se convirtió al catolicismo en cumplimiento de una promesa que se había hecho a sí misma mientras observaba a Patrick Breen orar en su cabaña. Los sobrevivientes Murphy vivieron en Marysville. Los Breen se dirigieron a San Juan Bautista donde abrieron una posada y se convirtieron en los sujetos anónimos de la historia de J. Ross Browne sobre su severa molestia al enterarse de que se alojaba con presuntos caníbales, impreso en la revista de Harper en 1862. Muchos de los sobrevivientes se encontraron con reacciones similares por parte de las personas. las hijas de George y Tamsen Donner fueron recogidas por un matrimonio de ancianos cerca del Fuerte Sutter. La más joven de los hijos Donner, Eliza, que tenía tres años durante el invierno de 1846 a 1847, publicó un relato de la expedición Donner en 1911, basado en archivos impresos y relatos de sus hermanas. La hija menor de los Breen, Isabelle, que tenía un año durante el invierno de 1846 a 1847, fue el último sobreviviente de la expedición Donner en morir. Ella murió en 1935.

Ahora le voy a dar un consejo bueno y amable. En casa, usted se encuentra en un buen lugar, donde, si está enfermo, usted no está en peligro de morir de hambre.

fuente
Mary Graves a Levi Fosdick (suegro de su hermana Sarah Fosdick), 1847

Los niños Graves vivieron vidas variadas. Mary Graves se casó temprano, pero su primer marido fue asesinado; ella cocinaba la comida de su asesino mientras él estaba en la cárcel para asegurarse de que el condenado no muriera de hambre antes de su ahorcamiento. Uno de los nietos de Mary señaló que estaba muy afectada; Graves dijo una vez: "Me gustaría poder llorar pero no puedo. Si pudiera olvidar la tragedia, tal vez me gustaría saber cómo llorar de nuevo." El hermano de Mary William no se estableció mucho tiempo ni en lugares muy significativos. Nancy Graves, que tenía nueve años de edad durante el invierno de 1846 a 1847, se negó a reconocer su participación incluso cuando la contactaron historiadores interesados en la grabación de versiones más precisas del episodio; Nancy fue supuestamente incapaz de recuperarse de su papel en el canibalismo de su hermano y su madre.
Eddy se volvió a casar y formó una nueva familia en California. Trató de seguir adelante con su promesa de matar a Lewis Keseberg, pero fue disuadido por James Reed y Edwin Bryant. Un año después, Eddy recordó sus experiencias a J. Quinn Thornton, quien, utilizando también los recuerdos de Reed de sus experiencias, escribió la documentación completa más antigua del episodio. Eddy murió en 1859.

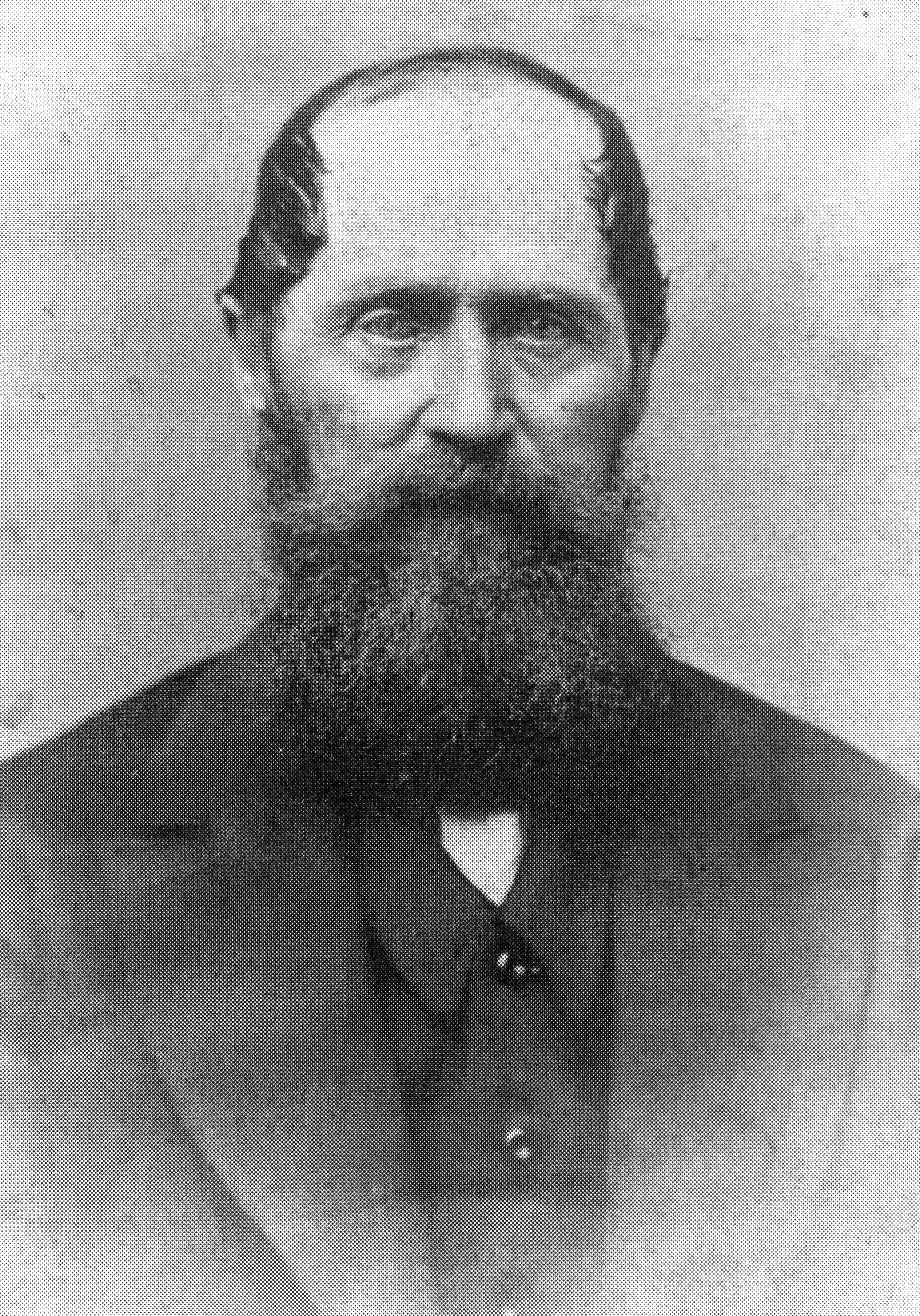
Louis Keseberg en sus últimos años

Keseberg interpuso una demanda por difamación contra varios miembros del grupo de rescate que lo acusaron de asesinar a Tamsen Donner. El tribunal no solo no le otorgó ni un dólar en daños y perjuicios, sino que también le hizo pagar los costes judiciales. Una historia de 1847 publicada en la Estrella de California describió el casi linchamiento de Keseberg por el grupo de salvamento y de sus acciones en términos macabros, informando que prefería comer carne humana que la del ganado y los caballos que habían sido expuestos en el deshielo de la primavera. Charles McGlashan, un historiador, acumuló material suficiente para acusar a Keseberg por el asesinato de Tamsen Donner, pero después de entrevistar a Keseberg concluyó que no se produjo ningún asesinato. Eliza Donner Houghton también creía que Keseberg era inocente. Cuando Keseberg envejeció, no se atrevía a salir de casa, pues se había convertido en un paria y, a menudo fue amenazado. Le dijo a McGlashan "A menudo pienso que el Todopoderoso me ha señalado, entre todos los hombres sobre la faz de la tierra, con el fin de ver la cantidad de dificultades, el sufrimiento y la miseria que un ser humano puede soportar!"

## Legado

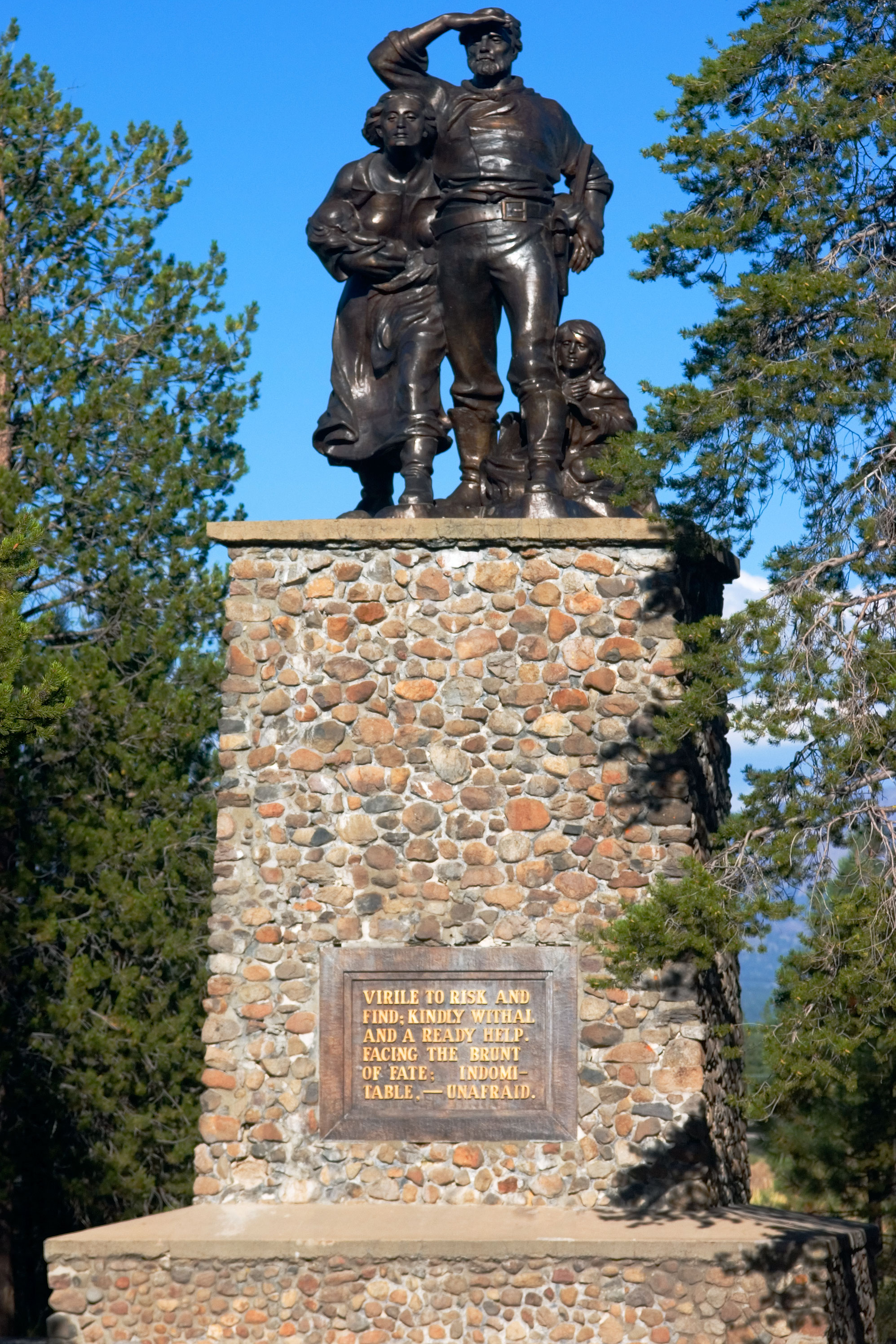
Estatua en el Donner Memorial State Park; la parte superior del pedestal es de una altura de 6,7 m (22 pies), lo que indica la profundidad de la nieve durante el invierno de 1846-1847.

Aunque el episodio de la expedición Donner es insignificante a la luz de los cientos de miles de emigrantes que cruzaron hacia Oregón y California, este ha servido de base para numerosas obras de historia, ficción, drama, poesía y cine. La atención dirigida a la expedición Donner es posible mediante cuentas confiables de lo que ocurrió, según Stewart, y el hecho de que "el canibalismo, aunque casi se podría llamar un episodio relativamente menor, se ha convertido en la mente popular en el hecho principal que hace recordar a la expedición Donner, porque un tabú siempre seduce con gran fuerza, ya que repele". La apelación de acuerdo con Johnson, escribiendo en 1996, es que los eventos se centraron en las familias y en la gente común en lugar de en individuos concretos, y que los eventos son "una ironía terrible de lo que se espera de la prosperidad, la salud, y una nueva vida en los valles fértiles de California, llevaron a muchos sólo a la miseria, el hambre y la muerte en su umbral de piedra".
El sitio de las cabañas se convirtió en una atracción turística ya en 1854. En la década de 1880, Charles McGlashan comenzó a promover la idea de un monumento para marcar el lugar del episodio de la expedición Donner. Él ayudó a adquirir el terreno para un monumento, y en junio de 1918, la estatua de una familia pionera se colocó en el lugar donde se pensaba que la cabaña Breen-Keseberg había estado, dedicada a la caravana Donner. Se hizo constar como Monumento histórico de California en 1934.

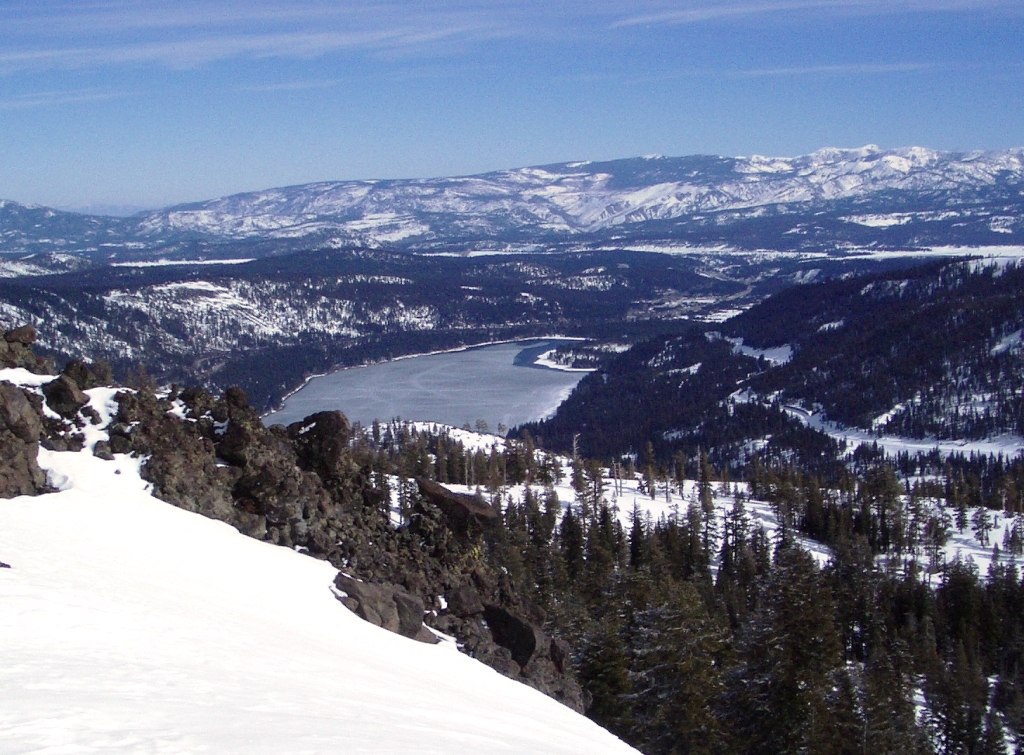
El lago Donner visto desde el Parque Estatal Memorial Donner

El estado de California creó el Parque Estatal Memorial Donner en 1927. En un principio constaba de los 11 acres (0,045 km²) que rodean el monumento. Veinte años más tarde, el sitio de la cabaña Murphy fue comprado y se añadió al parque. En 1962, se añadió el Trail Museo del Emigrante para contar la historia de la migración hacia el oeste en California. La cabaña Murphy y el monumento Donner se establecieron como Monumentos Históricos Nacionales en 1963. Una gran roca sirvió como el extremo posterior de la chimenea de la cabaña Murphy, y una placa de bronce se ha fijado a la roca con una lista de los miembros de la expedición Donner, indicando quien sobrevivió y quien no. El estado de California justifica conmemorar el sitio debido a que el episodio fue "un incidente aislado y trágico de la historia de Estados Unidos que se ha transformado en una épica popular importante". A partir de 2003, el parque se estima que recibe 200.000 visitantes al año.

### La Mortalidad

#### Resumen de la mortalidad
Había 87 emigrantes en la expedición Donner, además de Luis y Salvador, dos indígenas de California que se les unieron en el territorio de Nevada, con lo que llega a un total de 89 personas. De los 89, un total de 81 personas quedaron atrapadas en las montañas, debido a las incorporaciones y salidas del grupo durante el viaje.
Del total de 89 personas, 41 murieron y 48 sobrevivieron; de los 87 emigrantes originales, 39 murieron y 48 sobrevivieron; de las 81 personas atrapadas en las montañas, 36 murieron y 45 sobrevivieron.
Alrededor de dos tercios de las mujeres y los niños sobrevivieron, mientras que alrededor de dos tercios de los hombres murieron. Los cuatro adultos Donner (los matrimonios formados por George y Tamsen Donner, y Jacob y Elizabeth Donner) murieron; la mayoría de los Reed y todos los Breen sobrevivieron.

#### Lista de Muertos
|    | Nombre               | Sexo   | Fecha de la muerte                | Lugar de la muerte        | Causa de la muerte                              | Destino del cuerpo          | Grupo o familia                                |
| -- | -------------------- | ------ | --------------------------------- | ------------------------- | ----------------------------------------------- | --------------------------- | ---------------------------------------------- |
| 1  | Sarah Keyes          | Mujer  | 29 de mayo de 1846                | Kansas                    | La vejez y la enfermedad                        | Enterrado                   | Familia Reed                                   |
| 2  | Luke Halloran        | Hombre | 4 de septiembre de 1846           | Nr Grantsville, Utah      | Tuberculosis                                    | Enterrado                   | Admitido por la familia Donner en Little Sandy |
| 3  | John Snyder          | Hombre | 5 de octubre de 1846              | Iron Point, Nevada        | Apuñalado por James Reed                        | Enterrado                   | Conductor de los Graves                        |
| 4  | Sr. Hardkoop         | Hombre | abt 10 de octubre de 1846         | por el camino             | Desconocida                                     | Dejado Atrás                | Admitido por Keseberg                          |
| 5  | Sr. Wolfinger        | Hombre | abt 25 de octubre de 1846         | Humboldt Sink             | Asesinado por Keseberg, Reinhardt y Spitzer     | Desconocida                 | Inmigrante alemán                              |
| 6  | William Pike         | Hombre | 30 de octubre de 1846             | Cañón Truckee             | Disparo Accidental                              | Enterrado                   | Murphy                                         |
| 7  | Baylis Williams      | Hombre | 14 de diciembre de 1846           | Cabaña Reed               | Malnutrición                                    | Enterrado                   | Empleado de los Reed                           |
| 8  | Jacob Donner         | Hombre | Antes del 20 de diciembre de 1846 | Alder Creek               | Desconocida                                     | Canibalizado                | Hermano de George                              |
| 9  | Samuel Shoemaker     | Hombre | Antes del 20 de diciembre de 1846 | Alder Creek               | Desconocida                                     | Posteriormente Canibalizado | Con Jacob Donner                               |
| 10 | Joseph Reinhardt     | Hombre | Antes del 20 de diciembre de 1846 | Alder Creek               | Desconocida                                     | Probablemente canibalizado  | Con Wolfinger                                  |
| 11 | James Smith          | Hombre | Antes del 20 de diciembre de 1846 | Alder Creek               | Desconocida                                     | Probablemente canibalizado  | Conductor de los Reed                          |
| 12 | Charles T. Stanton   | Hombre | Abt 21 de diciembre de 1846       | Summit Valley             | El hambre, el cansancio, la exposición          | Dejado atrás                | Con los Donner                                 |
| 13 | Franklin W. Graves   | Hombre | 24 o 25 de diciembre de 1846      | Sierra Foothills          | Hipotermia                                      | Canibalizado                | Graves                                         |
| 14 | Antonio              | Hombre | 24 o 25 de diciembre de 1846      | Sierra Foothills          | Hipotermia                                      | Canibalizado                | Con los Donner                                 |
| 15 | Patrick Dolan        | Hombre | 25 de diciembre de 1846           | Sierra Foothills          | Hipotermia                                      | Canibalizado                |                                                |
| 16 | Lemuel Murphy        | Hombre | 26 de diciembre de 1846           | Sierra Foothills          | El hambre, el agotamiento                       | Canibalizado                | Murphy                                         |
| 17 | Charles Burger       | Hombre | 29 de diciembre de 1846           | Cobertizo Keseberg        | El hambre                                       | Enterrado                   | Conductor de los Donner                        |
| 18 | Jay Fosdick          | Hombre | abt 6 de enero de 1847            | Sierra Foothills          | El hambre, el agotamiento                       | Canibalizado                | Graves                                         |
| *  | Luis                 | Hombre | abt 8 de enero de 1847            | Sierra Foothills          | Disparo de William Foster                       | Canibalizado                | Guía nativo americano                          |
| *  | Salvador             | Hombre | abt 8 de enero de 1847            | Sierra Foothills          | Disparo de William Foster                       | Canibalizado                | Guía nativo americano                          |
| 19 | Louis Keseberg Jr.   | Hombre | 24 de enero de 1847               | Cabaña Murphy             | El hambre                                       | Desconocida                 | Keseberg                                       |
| 20 | Landrum Murphy       | Hombre | 31 de enero de 1847               | Cabaña Murphy             | El hambre                                       | posteriormente Canibalizado | Murphy                                         |
| 21 | Harriet McCutchen    | Mujer  | 2 de febrero de 1847              | Cabaña Graves             | El Hambre                                       | Enterrado                   | McCutcheon                                     |
| 22 | Margaret Eddy        | Mujer  | 4 de febrero de 1847              | Cabaña Murphy             | El Hambre                                       | Enterrado                   | Eddy                                           |
| 23 | Eleanor Eddy         | Mujer  | 7 de febrero de 1847              | Cabaña Murphy             | El Hambre                                       | Enterrado                   | Eddy                                           |
| 24 | Augustus Spitzer     | Hombre | 8 de febrero de 1847              | Cabaña Breen              | El Hambre                                       | Enterrado                   | Conductor de los Donner                        |
| 25 | Milt Elliot          | Hombre | 9 de febrero de 1847              | Cabaña Murphy             | El Hambre                                       | posteriormente Canibalizado | Conductor de los Reed                          |
| 26 | Catherine Pike       | Mujer  | 20 de febrero de 1847             | Cabaña Murphy             | El Hambre                                       | Enterrado en la nieve       | Murphy                                         |
| 27 | Ada Keseberg         | Mujer  | abt 24 de febrero de 1847         | Paso Donner               | El hambre, el agotamiento                       | Enterrado en la nieve       | Keseberg                                       |
| 28 | John Denton          | Hombre | abt 25 de febrero de 1847         | Summit Valley             | El hambre, el agotamiento                       | Enterrado en la nieve       | Con los Donners                                |
| 29 | William Hook         | Hombre | abt 27 de febrero de 1847         | Campo Foothills           | Comer en exceso                                 | Enterrado                   | Jacob Donner                                   |
| 30 | George Foster        | Hombre | Marzo de 1847                     | Cabaña Breen              | Hambre                                          | Canibalizado                | Murphy                                         |
| 31 | James P. Eddy        | Hombre | Marzo de 1847                     | Cabaña Breen              | El Hambre                                       | Canibalizado                | Eddy                                           |
| 32 | Isaac Donner         | Hombre | abt 6 de marzo de 1847            | Campamento de hambrientos | El hambre, el agotamiento                       | Canibalizado                | Jacob Donner                                   |
| 33 | Franklin Graves, Jr. | Hombre | abt 8 de marzo de 1847            | Campamento de hambrientos | El hambre, el agotamiento                       | Canibalizado                | Graves                                         |
| 34 | Elizabeth Graves     | Mujer  | abt 8 de marzo de 1847            | Campamento de hambrientos | El hambre, el agotamiento                       | Canibalizado                | Graves                                         |
| 35 | Lewis Donner         | Hombre | 7 de marzo de 1847                | Alder Creek               | El Hambre                                       | Enterrado en la nieve       | Jacob Donner                                   |
| 36 | Elizabeth Donner     | Mujer  | Marzo de 1847                     | Alder Creek               | Hambre                                          | Desconocida                 | Jacob Donner                                   |
| 37 | Samuel Donner        | Hombre | Marzo de 1847                     | Alder Creek               | El Hambre                                       | Desconocida                 | Jacob Donner                                   |
| 38 | Lavina Murphy        | Mujer  | Marzo de 1847                     | Cabaña Breen              | El Hambre                                       | Canibalizado                | Murphy                                         |
| 39 | George Donner        | Hombre | Marzo de 1847                     | Alder Creek               | El hambre y la enfermedad infecciosa (Gangrena) | Canibalizado                | Líder de la Expedición Donner                  |
| 40 | Tamsen Donner        | Mujer  | Marzo o abril de 1847             | Cabaña Breen              | Desconocida                                     | Canibalizado                | George Donner                                  |

#### Factores de la mortalidad
Aunque la mayoría de los historiadores cuentan un total de 87 miembros en la expedición, Stephen McCurdy en el Western Journal of Medicine incluye a la madre de Margret Reed, Sarah Keyes y a los nativos Luis y Salvador, elevando el número hasta 90. Cinco personas ya habían muerto antes de que la expedición llegara al Lago Truckee: una de tuberculosis (Halloran), tres de traumas (Snyder, Wolfinger y Pike), y uno por exposición a la intemperie (Hardkoop). Otros 34 murieron entre diciembre de 1846 y abril de 1847: Veinticinco hombres y nueve mujeres Varios historiadores y otras autoridades han estudiado la mortalidad para determinar qué factores pueden afectar a la supervivencia en individuos privados nutricionalmente. De los quince miembros del grupo con raquetas de nieve, ocho de los diez hombres que salieron murieron (Stanton, Dolan, Graves, Murphy, Antonio, Fosdick, Luis y Salvador), pero las cinco mujeres sobrevivieron. Un profesor de la Universidad de Washington declaró que el episodio de la expedición Donner es un "estudio de caso de la selección natural demográficamente mediada en la acción".
Las muertes en el Lago Truckee, en Alder Creek, y en el grupo con raquetas de nieve, probablemente fueron causadas por una combinación de desnutrición prolongada, el exceso de trabajo, y la exposición al frío. Varios miembros, como George Donner, llegaron a ser más susceptibles a la infección debido a la inanición, pero los tres factores más importantes en la supervivencia fueron la edad, el sexo y el tamaño del grupo familiar en que cada miembro viajó. Los sobrevivientes fueron en promedio 7,5 años más jóvenes que los que murieron; los niños de entre 6 y 14 años tenían una tasa mucho mayor de supervivencia que los bebés y los niños menores de 6, de los cuales el 62,5 por ciento murió, incluyendo el hijo nacido a los Keseberg en el camino, o adultos mayores de 35. No hay adultos mayores de 49 que sobrevivieran. Las muertes de los varones con edades comprendidas entre 20 y 39 fueron "extremadamente altas" en más del 66 por ciento. Se han encontrado hombres que pueden metabolizar las proteínas más rápido, y las mujeres no requieren un consumo tan alto de calorías. Las mujeres también almacenan más grasa corporal, lo que retrasa los efectos de la degradación física causada por el hambre y el exceso de trabajo. Los hombres también tienden a asumir tareas más peligrosas, y en este caso particular, los hombres estaban obligados antes de llegar al Lago Truckee a despejar el camino y participar en el trabajo pesado, añadiendo esto a su debilidad física. Aquellos que viajaban con miembros de la familia tuvieron una tasa de supervivencia más alta que los hombres solteros, posiblemente debido a que los miembros de las familias compartían más fácilmente los alimentos con los demás.

### Reclamaciones de canibalismo

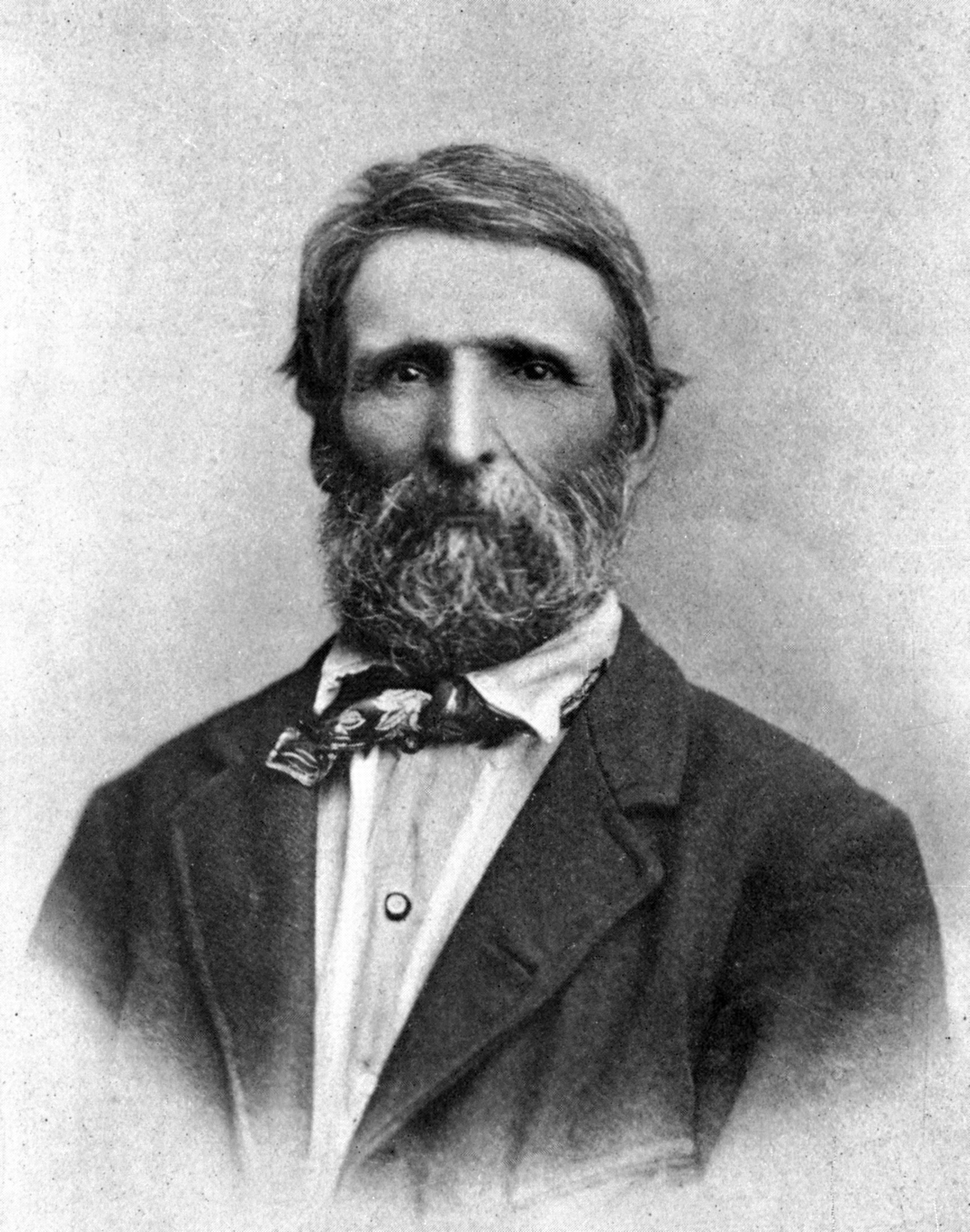
Jean Baptiste Trudeau, en la foto esta en la edad adulta, dio versiones contradictorias del canibalismo en Alder Creek.

Aunque algunos sobrevivientes disputaron los sucesos de canibalismo, Charles McGlashan, quien mantuvo correspondencia con muchos de los supervivientes durante un período de 40 años, documentó muchos recuerdos de como se produjo. Algunos corresponsales no llegaron a aceptar su participación ni a dar testimonio, por la vergüenza, pero otros, finalmente, hablaron al respecto libremente. McGlashan en su libro de 1879 Historia de la expedición Donner se negó a incluir algunos de los detalles más morbosos tales como el sufrimiento de los niños y los bebés antes de la muerte, o cómo la señora Murphy, de acuerdo con Georgia Donner, se acostó en su cama y se enfrentó a la pared cuando el último de sus hijos marchó en el tercer rescate. También olvidó mencionar cualquier canibalismo en Alder Creek. El mismo año que el libro de McGlashan se publicó, Georgia Donner le escribió para aclarar algunos puntos, diciendo que la carne humana se preparó para la gente en las dos tiendas en Alder Creek, pero su recolección (ella tenía cuatro años de edad durante el invierno de 1846 a 1847) era trabajo solo para los más pequeños: "Padre estaba llorando y no nos miró a nosotros todo el tiempo, y nosotros, los más pequeños, sentíamos que no podíamos ayudarlo a él. No había nada más que hacer". También recordó que Elizabeth Donner, la esposa de Jacob, anunció una mañana que ella había cocinado el brazo de Samuel Shoemaker, un carretero de 25 años de edad. Eliza Donner Houghton, en su relato de 1911 sobre el suceso, no mencionó ningún canibalismo en Alder Creek.

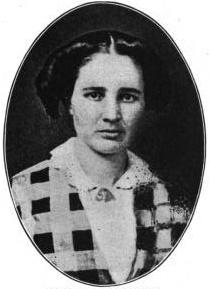
Foto de Elitha Donner varios años después de la expedición

Los hallazgos arqueológicos en el campo de Alder Creek dieron concluyentes evidencias de canibalismo. Ninguno de los huesos analizados en la cocina fogón en Alder Creek se pudo identificar de manera concluyente como humano. Según Rarick, serían preservados solamente los huesos cocidos, y es poco probable que los miembros del grupo Donner hubieran necesitado los huesos humanos para cocinar.
El relato publicado en 1856 sobre la expedición Donner de Eliza Farnham se basa en gran parte en una entrevista con Margaret Breen. En su versión se detallan las pruebas de las familias Graves y Breen después de que James Reed y el segundo grupo de rescate los dejaron en el pozo de nieve. Según Farnham, Mary Donner, de siete años de edad, fue la que sugirió a los demás que debían comerse a Isaac Donner, Franklin Graves, Jr. y a Elizabeth Graves, porque los Donner ya habían comenzado a comerse a los otros en Alder Creek, incluidos el padre de María, Jacob. Margaret Breen insistió en que ella y su familia no canibalizaron a los muertos, pero Kristin Johnson, Ethan Rarick, y Joseph King -cuya cuenta es favorable a la familia Breen- no considera creíble que los Breen, que habían estado sin comida durante nueve días, hubieran podido sobrevivir sin comer carne humana. King sugiere que Farnham incluyó esto en su relato de forma independiente de Margaret Breen.
De acuerdo con un informe publicado por H. A. Wise en 1847, Jean Baptiste Trudeau se jactó de su heroísmo, pero también habló con detalle espeluznante de como se comieron a Jacob Donner, y afirmó que se había comido a una prima bebé. Muchos años después, Trudeau se unió a Eliza Donner Houghton y negó cualquier acto de canibalización, lo que reiteró en una entrevista con un periódico de St. Louis en 1891, cuando tenía 60 años de edad. Houghton y los otros niños Donner eran aficionados a Trudeau, a pesar de sus circunstancias y del hecho de que con el tiempo se fue dejando sola a Tamsen Donner. El autor George Stewart considera la narración de Trudeau a Wise más precisa que lo que le dijo a Houghton en 1884, y afirmó que desertó de los Donner. Kristin Johnson, sin embargo, considera que los atributos de la entrevista de Trudeau con Wise pudieron ser el resultado de "Un adolescente común que desea ser el centro de atención y dar una sacudida eléctrica a los mayores "; ya mayor, reconsideró su historia, para no molestar a Houghton. Los historiadores Joseph King y Jack Steed llaman la caracterización de Stewart de las acciones de Trudeau como una deserción de "moralismo extravagante", sobre todo porque todos los miembros de la expedición se vieron obligados a tomar decisiones difíciles. Ethan Rarick se hizo eco de esto por escrito, "... más que de un heroísmo reluciente o de una villanía mancillada, la expedición Donner es una historia de decisiones difíciles que no eran ni heroicas ni villanescas".

## Citas
1. ↑  McGlashan, Charles Fayette (1907). History of the Donner Party: A Tragedy of the Sierra. H. S. Crocker. p. 158.
2. ↑  McGlashan, p. 16; Stewart, p. 271.
3. ↑  Enright, John Shea (December 1954). "The Breens of San Juan Bautista: With a Calendar of Family Papers", California Historical Society Quarterly 33 (4) pp. 349–359.
4. ↑  Rarick, p. 11.
5. ↑  Rarick, pp. 18, 24, 45.
6. ↑  Bagley, p. 130.
7. ↑  Rarick, p. 48.
8. ↑  Rarick, p. 45.
9. 1 2  Rarick, p. 47.
10. 1 2 3  Rarick, p. 69.
11. ↑  Rarick, p. 105.
12. ↑  Rarick, p. 106.
13. 1 2  Rarick, p. 17.
14. ↑  Rarick, p. 33.
15. 1 2  Rarick, p. 18.
16. ↑  Rarick, p. 8
17. ↑  Dixon, p. 32.
18. ↑  Dixon, p. 20.
19. ↑  Dixon, p. 22.
20. ↑  Johnson, p. 181.
21. ↑  Rarick, p. 23.
22. ↑  Dixon, p. 21.
23. ↑  Rarick, p. 30.
24. ↑  Stewart, p. 26.
25. ↑  Dixon, p. 19.
26. ↑  Dixon, p. 35.
27. ↑  Stewart, pp. 21–22.
28. ↑  Johnson, pp. 6–7.
29. 1 2 3  Andrews, Thomas F. (April 1973). "Lansford W. Hastings and the Promotion of the Great Salt Lake Cutoff: A Reappraisal", The Western Historical Quarterly 4 (2) pp. 133–150.
30. ↑  Johnson, p. 20.
31. ↑  Johnson, p. 22.
32. ↑  Stewart, pp. 16–18.
33. ↑  Stewart, p. 14.
34. ↑  Stewart, pp. 23–24.
35. ↑  Rarick, p. 56.
36. ↑  Stewart, pp. 25–27; Rarick, p. 58.
37. ↑  Stewart, p. 28.
38. ↑  Stewart, pp. 31–35.
39. ↑  Rarick, pp. 61–62.
40. ↑  Rarick, pp. 64–65.
41. ↑  Rarick, pp. 67–68, Johnson, p. 25.
42. ↑  Rarick, p. 68.
43. ↑  Stewart, pp. 36–39.
44. ↑  Rarick, pp. 70–71.
45. 1 2  Stewart, pp. 40–44.
46. ↑  Stewart, pp. 44–50.
47. ↑  Rarick, pp. 72–74.
48. ↑  Rarick, pp. 75–76.
49. ↑  Stewart, pp. 50–53.
50. 1 2  Stewart, pp. 54–58.
51. 1 2  Rarick, pp. 78–81.
52. ↑  Rarick, p. 82.
53. ↑  McNeese, p. 72.
54. ↑  Rarick, p. 83.
55. ↑  Stewart, pp. 59–65.
56. ↑  Johnson, pp. 36–37.
57. ↑  Rarick, pp. 83–86.
58. ↑  Downey, Fairfax (Autumn 1939). "Epic of Endurance", The North American Review 248 (1) pp. 140–150.
59. ↑  Stewart, p. 66.
60. ↑  Rarick, p. 74.
61. ↑  Rarick, p. 87.
62. ↑  Johnson, pp. 38–39.
63. ↑  Rarick, pp. 87–89.
64. ↑  Rarick, p. 89.
65. ↑  Rarick, p. 95.
66. ↑  Rarick, p. 98.
67. 1 2  Stewart, pp. 67–74.
68. ↑  Stewart, pp. 75–79.
69. ↑  Rarick, p. 91.
70. ↑  Rarick, p. 101.
71. ↑  Johnson, p. 43.
72. ↑  Stewart, pp. 81–83.
73. ↑  Rarick, p. 108.
74. ↑  Stewart, pp. 105–107.
75. ↑  Hardesty, p. 60.
76. ↑  Stewart, pp. 84–87.
77. ↑  Stewart, pp. 108–109.
78. ↑  Johnson, p. 44.
79. ↑  Rarick, p. 145.
80. ↑  McGlashan, p. 90.
81. ↑  Rarick, p. 146.
82. ↑  Johnson, p. 40. See also McGlashan letter from Leanna Donner, 1879.
83. ↑  Stewart, pp. 160–167.
84. ↑  Stewart, pp. 168–175.
85. ↑  Rarick, pp. 148–150.
86. 1 2 3 4  "Roster of the Donner Party" in Johnson, pp. 294–298.
87. ↑  McGlashan pp. 66–67.
88. ↑  Stewart, pp. 116–121.
89. ↑  Johnson, p. 49, McGlashan, p. 66.
90. 1 2  McGlashan, p. 67.
91. ↑  Stewart, pp. 122–125.
92. 1 2  Rarick, p. 136.
93. ↑  Thornton, J. Quinn, excerpt from Oregon and California in 1848 (1849), published in Johnson, p. 52.
94. ↑  Stewart, pp. 126–130.
95. ↑  Rarick, p. 137.
96. ↑  Stewart, pp. 131–133.
97. ↑  Thornton, J. Quinn, excerpt from Oregon and California in 1848 (1849), published in Johnson, p. 53.
98. ↑  Thornton, J. Quinn, excerpt from Oregon and California in 1848 (1849), published in Johnson, p. 55.
99. 1 2  Rarick, p. 142.
100. ↑  Thornton, J. Quinn, excerpt from Oregon and California in 1848 (1849), published in Johnson, p. 60.
101. 1 2  Johnson, p. 62.
102. ↑  Stewart, pp. 142–148.
103. ↑  Johnson, pp. 63–64.
104. ↑  Stewart, p. 149.
105. ↑  Johnson, p. 193.
106. ↑  Rehart, p. 133.
107. ↑  Stewart, pp. 95–100.
108. ↑  McGlashan, pp. 122–123.
109. ↑  Stewart, p. 101–104.
110. ↑  Stewart, pp. 150–159.
111. ↑  Rarick, pp. 180–181.
112. ↑  Stewart, pp. 176–189.
113. ↑  Rarick, pp. 166–167.
114. ↑  Stewart, p. 191.
115. ↑  Rarick, p. 173.
116. ↑  Stewart, pp. 190–196.
117. ↑  Rarick, p. 170.
118. ↑  Rarick, p. 171.
119. ↑  Stewart, p. 198.
120. ↑  Rarick, p. 174.
121. ↑  Stewart, pp. 197–203.
122. ↑  Rarick, p. 178.
123. ↑  Stewart, pp. 204–206.
124. ↑  Rarick, p. 187.
125. ↑  McGlashen, p. 239.
126. ↑  Stewart, pp. 211–212.
127. ↑  Stewart, pp. 213–214.
128. ↑  Rarick, p. 191.
129. ↑  Stewart, pp. 215–219.
130. ↑  Rarick, p. 195.
131. ↑  Stewart, pp. 220–230.
132. ↑  Reed, James "The Snow Bound Starved Emigrants of 1846 Statement by Mr. Reed, One of the Donner Company" (1871), in Johnson, p. 199.
133. ↑  Rarick, pp. 199–203.
134. ↑  Stewart, pp. 231–236.
135. ↑  Rarick, pp. 207–208.
136. ↑  Rarick, pp. 216–217.
137. ↑  King, p. 86–87.
138. ↑  Stewart, pp. 237–246.
139. ↑  King, pp. 92–93.
140. ↑  Rarick, pp. 214–215.
141. ↑  Weddell, P. M. (March 1945). "Location of the Donner Family Camp", California Historical Society Quarterly 24 (1) pp. 73–76.
142. ↑  Rarick, pp. 217–218.
143. ↑  Stewart, pp. 247–252.
144. ↑  Rarick, p. 219.
145. ↑  Stewart, pp. 258–265.
146. ↑  Rarick, pp. 222–226.
147. ↑  Stewart, pp. 276–277.
148. ↑  Stewart, p. 276.
149. 1 2  Rarick, pp. 241–242.
150. ↑  Unruh, pp. 49–50.
151. ↑  Unruh, pp. 119–120.
152. ↑  Hardesty, p. 2.
153. ↑  Dorius, Guy L. (1997). "Crossroads in the West: The Intersections of the Donner Party and the Mormons", Nauvoo Journal 9 pp. 17–27.
154. ↑  Stewart, pp. 276–279.
155. ↑  Rarick, p. 235.
156. ↑  Johnson, p. 233.
157. ↑  Stewart, p. 271.
158. ↑  Reed, Virginia (May 16, 1847), "Letter to Mary Keyes", published in Stewart, pp. 348–362.
159. ↑  King, pp. 169–170.
160. ↑  Browne, J. Ross, excerpt from "A Dangerous Journey" (1862), published in Johnson, pp. 171–172, and Johnson, p. 170.
161. ↑  Johnson, p. 2.
162. ↑  King, pp. 177–178.
163. ↑  Graves, Mary (May 22, 1847), "Letter from California", published in Johnson, p. 131.
164. ↑  Johnson, pp. 126–127.
165. ↑  Rarick, p. 230.
166. ↑  Hardesty, p. 3, Johnson, pp. 8–9.
167. ↑  King, p. 106.
168. ↑  McGlashan, pp. 221–222.
169. ↑  «According to lds record he died September 3, 1895 in Sacramento County Hospital». Familysearch.org. Consultado el 5 de agosto de 2013.
170. ↑  Stewart, p. 295.
171. ↑  Johnson, p. 1.
172. ↑  State of California, p. 43.
173. ↑  Rarick, pp. 243–244.
174. ↑  State of California, p. 44.
175. ↑  State of California, p. 45.
176. ↑  State of California, p. 39.
177. ↑  State of California, p. 59.
178. ↑  "The Expedition of The Donner Party and Its Tragic Fate" by Eliza P. Donner Houghton p36 University of Nebraska Press Lincoln and London 1997 ed
179. ↑  "The Expedition of The Donner Party and Its Tragic Fate" by Eliza P. Donner Houghton p55 & 56 University of Nebraska Press Lincoln and London 1997 ed
180. ↑  Stewart, George.  Ordeal by Hunger: The Story of the Donner Party.  Lincoln: University of Nebraska Press, 1960, 115.
181. ↑  Stewart, George.  Ordeal by Hunger: The Story of the Donner Party.  Lincoln: University of Nebraska Press, 1960, 115, 116.
182. ↑  Stewart, George.  Ordeal by Hunger: The Story of the Donner Party.  Lincoln: University of Nebraska Press, 1960, 231-232.
183. 1 2  McCurdy, Stephen (1994). Epidemiology of Disaster: The Donner Party (1846–1847), Western Journal of Medicine, 160, pp. 338–342.
184. 1 2  Grayson, Donald K. (Autumn 1990). "Donner Party Deaths: A Demographic Assessment", Journal of Anthropological Research 46 (3) pp. 223–242.
185. ↑  Johnson, p. 54.
186. ↑  Hardesty, p. 113.
187. ↑  Hardesty, p. 114.
188. ↑  Hardesty, pp. 131–132.
189. ↑  Stewart, pp. 307–313.
190. ↑  McGlashan, p. 161.
191. ↑  Stewart, p. 312.
192. ↑  Dixon et al., 2010; Robbins Schug and Gray, 2011
193. ↑  Rarick, p. 193.
194. ↑  Farnham, Eliza, excerpt from California, In-doors and Out (1856), published in Johnson, pp. 139–168.
195. ↑  Johnson, p. 164., Rarick, p. 213, King, pp. 86–87.
196. ↑  Wise, H. A., excerpt from Los Gringos (1849), published in Johnson, pp. 134–135.
197. ↑  Stewart, p. 297.
198. ↑  Johnson, p. 133.
199. ↑  King, Joseph; Steed, Jack (Summer 1995). "John Baptiste Trudeau of the Donner Party: Rascal or Hero?", California History 74 (2) pp. 162–173.
200. ↑  Rarick, p. 245.